# Exilio venezolano
Exilio venezolano o exilio político venezolano es un término muy usual en la historiografía y en las ciencias sociales con el que se hace referencia a los diferentes exilios que se han sucedido en la historia de Venezuela, en donde múltiples figuras se han visto obligadas a abandonar el país, la mayoría por motivos políticos.
En el siglo XIX, varios presidentes se vieron obligados al exilio después de ser derrocados: en 1835, José María Vargas, el primer presidente civil de Venezuela, fue arrestado y exiliado junto con el vicepresidente Andrés Narvarte durante la Revolución de las Reformas, aunque ambos serían restituidos en sus posiciones en pocas semanas; en 1858, después del triunfo de la Revolución de Marzo, José Tadeo Monagas se exilia como parte del Protocolo Urrutia; y en 1892, Raimundo Andueza Palacio abandonaría el país luego de la victoria de la Revolución Legalista, liderada por Joaquín Crespo. Muchos de los exilios se producirían luego de la orden de expulsión de Julián Castro de figuras del partido Liberal, al igual que después del triunfo de la Revolución Legalista. Entre los destinos de los exiliados se encontraba Colombia; islas del Caribe como Cuba, La Española, Puerto Rico, Saint Thomas, Martinica, Trinidad, y Curazao; o a veces Europa, Estados Unidos, Argentina, Brasil, Costa Rica, Bolivia, Ecuador, México, Chile y Perú. En algunos casos, venezolanos exiliados planificarían incursiones o levantamientos militares en contra del gobierno de turno.
Durante el siglo XX, gran parte de los exilios se producirían durante las dictaduras de Juan Vicente Gómez y la de Marcos Pérez Jiménez. Después de la muerte de Juan Vicente Gómez en 1935, Eleazar López Contreras permite el regreso al país de los desterrados, aunque el 13 de marzo de 1937 decreta la expulsión de 47 dirigentes políticos acusados de comunismo. En el siglo XX se mantuvo la tendencia del exilio de algunos presidentes junto con funcionarios públicos, estas veces por golpes de Estado: Cipriano Castro, después de salir del país por razones médicas, permaneció en el exilio después del golpe de Estado de 1908; Isaías Medina Angarita debió salir del país después del golpe de Estado de 1945, Rómulo Gallegos luego del golpe de Estado de 1948, y Marcos Pérez Jiménez a raíz del golpe de Estado de 1958.

## Historia

### Antecedentes

#### Periodo colonial
En 1731 el zambo Andrés López del Rosario encabezó una fallida rebelión de esclavos contra el monopolio comercial que ejercía la Real Compañía Guipuzcoana. Andresote huyó a Curazao en 1733.
En 1752 el hacendado canario Juan Francisco de León, cabecilla de una revuelta similar es enviado a Cádiz como prisionero junto a sus hijos y otros alzados a la cárcel del Arsenal de la Carraca. Allí contrajo viruela y murió el 2 de agosto de 1752.
La expulsión de los jesuitas de España y sus colonias fue ordenada por el rey Carlos III en 1767, siguiendo los ejemplos recientes de Portugal de 1759 y Francia de 1762, bajo la acusación de haber sido los instigadores de las revueltas populares ocasionadas por el Motín de Esquilache. Seis años después el monarca español consiguió que el papa Clemente XIV suprimiera la orden de los jesuitas.
Varios de los precursores de la independencia venezolana enfrentaron el exilio durante sus vidas. 
Después del fracaso de la Conspiración de Gual y España en contra de la corona española el 13 de julio de 1797 Manuel Gual y José María España huyeron a Curazao, Martinica, Guadalupe, Saint Thomas, Saint Croix y Trinidad. España regresó clandestinamente a La Guaira pero fue capturado por las autoridades realistas. En 1799 fue ahorcado en la plaza mayor de Caracas y luego descuartizado como escarmiento. Manuel Gual permaneció en Trinidad y el 25 de octubre de 1800 murió en San José de Oruña envenenado por un espía español de apellido Valecillos.
En 1805, el general Francisco de Miranda llega a Nueva York con la intención de organizar una expedición naval para liberar a Venezuela de la corona Española. El 2 de febrero de 1806, partió con cerca de 100 mercenarios reclutados en el puerto de Nueva York.
La flotilla es interceptada por la marina española frente al litoral de Ocumare de la Costa logra la rendición de las goletas Baccus y Bee. Miranda a bordo del Leander escapa a Trinidad. 

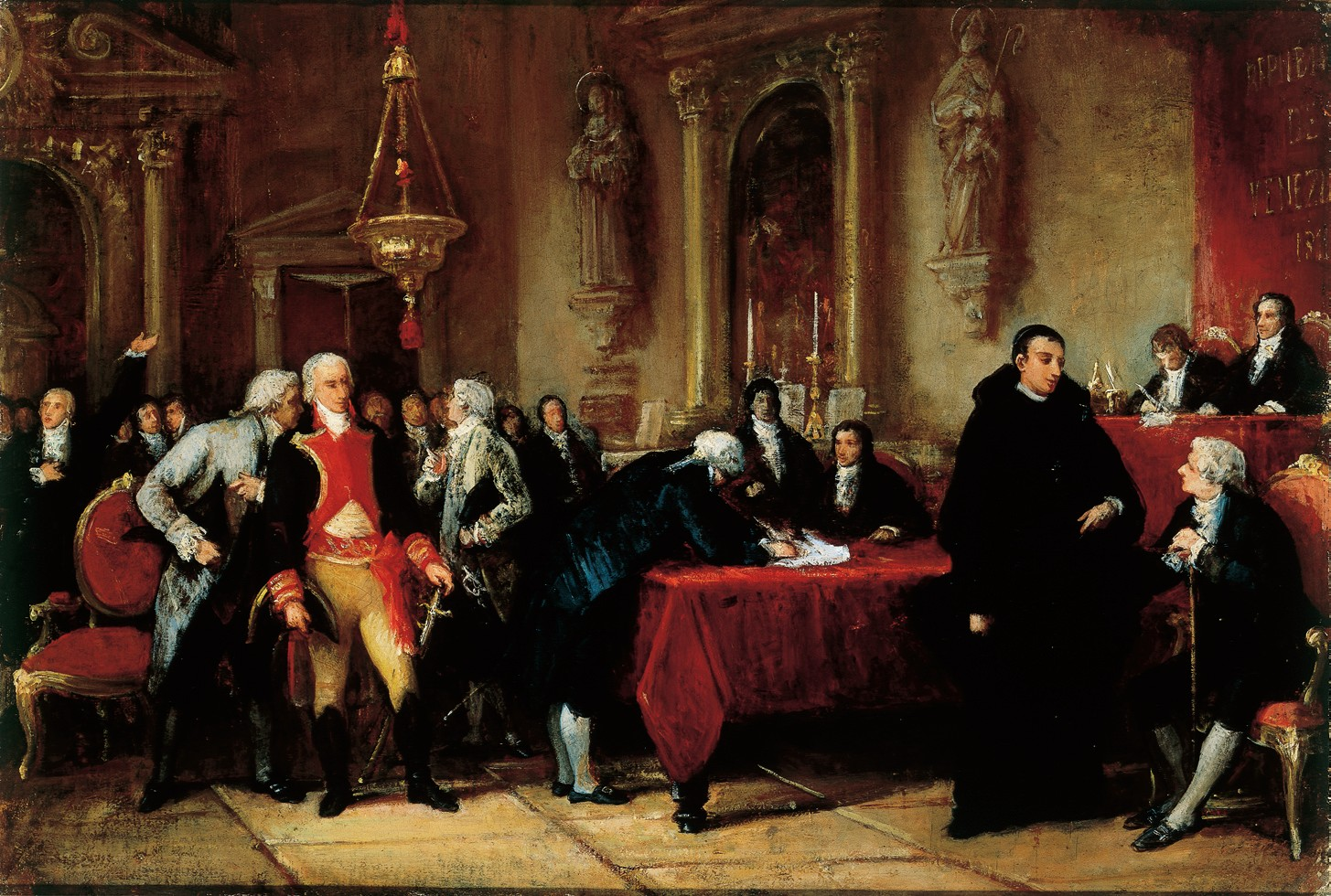
Firma del Acta de la Independencia en 1811

A raíz de la invasión de España por Napoleón Bonaparte estalló en Caracas en 1808, un movimiento separatista conocido también como la Conjuración de los Mantuanos. Estos, que constituían el sector económico-social más poderoso de la ciudad, encabezaron un fallido intento para constituir una Junta de Gobierno que rigiese los destinos de la Capitanía General de Venezuela tras la firma del Tratado de Fontainebleau (1807) y las Abdicaciones de Bayona (1808). El líder de la conjura Antonio Fernández de León fue remitido preso a España, de donde regresaría más tarde con el título de marqués de Casa León. A 8 de los conjurados se les siguió causa y fueron sobreseídos.
Simón Bolívar, tras la caída de la Primera República de Venezuela, en 1812 sale del país a Curazao y posteriormente a la Nueva Granada. El General Francisco de Miranda fue apresado y recluido en el Fuerte San Carlos y el castillo San Felipe de Puerto Cabello antes de ser enviado al Fortaleza el Morro de San Juan de Puerto Rico.  El ex canciller Juan German Roscio fue remitido preso a España, a las cárceles de Cádiz. Luego fue trasladado a Ceuta con siete compañeros de presidio —referidos por Domingo de Monteverde como los «ocho ilustres monstruos»— incluyendo a José Cortés de Madariaga, Juan Pablo Ayala, Juan Paz del Castillo, Francisco Isnardi, José Mires, Manuel Ruiz y Juan Baraona.
Tras la caída de la Segunda República de Venezuela en 1814 ocurrió el Exilio de Simón Bolívar y Santiago Mariño. En 1815 el general Francisco Carabaño Aponte fue remitido a Ceuta y de allí fue enviado a Cadiz, donde estuvo preso en La Carraca. 
El general Francisco de Miranda sería trasladado de San Juan de Puerto Rico al arsenal de La Carraca en Cádiz donde fallece el 14 de julio de 1816. En 1817 Carabano fue enviado al castillo de Santa Catalina y luego a Algeciras. Tras el triunfo de Manuel Piar en El Juncal y la Liberación de Guayana en 1818 Roscio viaja a Venezuela y en Angostura apoya a Simón Bolívar como director general de Rentas, en la reconstitución de la República de Venezuela.
Otros activistas que estaban en Londres como Luis López Méndez, Andrés Bello y Simon Rodriguez se dedicarian al reclutamiento de mercenarios para la causa independentista entre 1816 y 1819.  En 1819 Juan German Roscio se desempeñó como presidente del Congreso de Angostura donde Bolivar crea la Gran Colombia. Tras el triunfo de las fuerzas patriotas en la batalla de Boyacá y la liberación del virreinato de la Nueva Granada Roscio seria nombrado vicepresidente de la Gran Colombia. En 1820  Francisco Carabaño Aponte sale en libertad y es electo diputado por la Junta Electoral de Madrid para representar a Venezuela ante las Cortes, donde denunció las crueldades llevadas a cabo por José Tomás Boves, Francisco Tomás Morales y Pablo Morillo. 
Roscio murió en Cucuta, en vísperas de celebrarse el Congreso Constituyente de 1821, del cual sería presidente. El 11 de marzo de 1821 es sepultado con los honores de vicepresidente en la capilla Santa Ana de la Villa del Rosario. El presidente de Colombia Simón Bolívar aprobó una ley de expulsión de los españoles el 18 de septiembre de 1821. Todos los españoles menores de 80 años de origen peninsular o insular que no demostraran haber formado parte del movimiento independentista serían expulsados por la fuerza del país. En Puerto Cabello, cerca de 2.000 civiles españoles se refugiaron en la fortaleza de San Felipe. Bolívar ordenó el asedio por tierra y por mar para evitar la contraofensiva realista en Venezuela. El almirante Laborde participó en la evacuación hacia La Habana de los primeros civiles españoles desde el puerto de La Guaira. 
La guarnición de Puerto Cabello resistió el asedio hasta 1823. Ese lugar fue el último refugio de un territorio que había sido hispano desde tiempos de Cristóbal Colón. La capitulación de la fortaleza de San Felipe acabó con sólo 400 soldados supervivientes. El principal destino de los expulsados fueron las islas del Caribe español, especialmente Cuba y Puerto Rico, a donde llegaron 3.555 refugiados.
Luis López Méndez viajó de Southampton a Lima en 1826 y, al año siguiente, se sumó a la conspiración del coronel José María Bustamante, opuesto al proyecto bolivariano de creación de Bolivia. En compañía de Bustamante y otros conspiradores llegó a Guayaquil y de allí pasó a Cuenca, en Ecuador, donde el oficial José Ramón Bravo, al frente del batallón Rifles redujo a prisión a Bustamante y a cuarenta de sus oficiales. López Méndez, director de la imprenta de los conjurados, fue enviado prisionero a Bogotá. Al poco tiempo fue liberado y se dirigió a Chile.
En 1829 Andres Bello embarcó junto con su familia hacia Chile, contratado por el gobierno de dicho país, donde desarrolló grandes obras en el campo del derecho y las humanidades. Acusado falsamente de conspirar contra Bolívar en la conspiracion Septembrina el general Antonio Valero de Bernabe fue exiliado a la isla de Saint Thomas, junto a su esposa María Madrid y sus niños. 
La  Gran Colombia  es fragmentada en 1831 por la secesión de los departamentos que la constituían surgiendo de su seno la República de la Nueva Granada, el Estado del Ecuador y el Estado de Venezuela.

### Caudillismo y Guerra Federal (1830-1870)

#### Oligarquía conservadora (1830-1846)

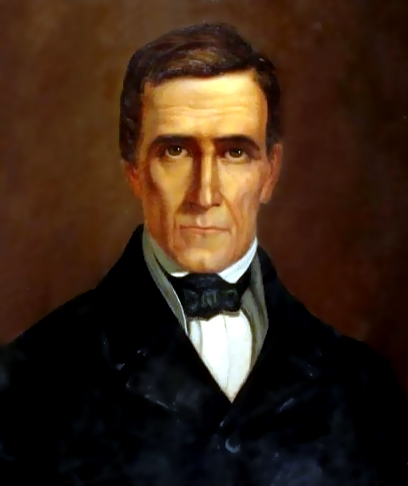
José María Vargas, el primer presidente civil de Venezuela, fue exiliado por unas semanas luego de ser derrocado durante la Revolución de las Reformas y antes de regresar al poder

En 1830 el arzobispo Ramón Ignacio Méndez es expulsado hacia Curazao debido a su inconformidad con la Ley de Patronato Eclesiástico del Congreso de Valencia. 
El 15 de diciembre de 1831 es asesinado en Cumaná el general en jefe José Francisco Bermúdez, héroe de la Guerra de Independencia,victima de un balazo. El joven Rafael Berrizbeitia fue acusado del homicidio.
El arzobispo Ramón Ignacio Méndez regresó en 1832 tras declararse a favor de la Revolución Integradora.  
El 8 de julio de 1835, al inicio de la Revolución de las Reformas, Pedro Carujo se presentó en la casa del presidente José María Vargas, el primer presidente civil de Venezuela, para arrestarlo. Tanto Vargas como el vicepresidente Andrés Narvarte fueron detenidos y exiliados a la isla de Saint Tomás, en las Indias Occidentales Danesas. El general  José Antonio Páez derrota a los conjurados y el general Santiago Mariño deja el poder siendo expulsado a Curazao. El doctor Vargas fue restituido en la primera magistratura el 20 de agosto de 1835 y continuó como Presidente de la República hasta abril de 1836, fecha en la que renunció irrevocablemente a dicho cargo y fue relevado por Andrés Narvarte. El general Pedro Briceño Méndez uno de los cabecillas de la conjura estuvo exiliado en Curazao junto al general Carabaño Aponte y el general Justo Briceño Otálora, donde falleció el 5 de diciembre de 1835. El general Blas Bruzual otro de los vencidos, huye a la  República de la Nueva Granada y junto a Santiago Mariño, Andrés Level de Goda y Francisco Carmona participan en la Guerra de los Supremos en el bando de los alzados. El general Antonio Valero de Bernabe ex ministro de Guerra y Marina fue exiliado nuevamente a Saint Thomas. El arzobispo Ramón Ignacio Méndez es nuevamente expulsado por la Corte Suprema de Justicia en 1836.
Tomás Terry convertido en un próspero comerciante contrae nupcias con Teresa Dorticós, que era hija de Andrés Dorticós y Casson, el gobernador millonario de Cienfuegos (Cuba). Luis Lopez Mendez  murió en la población de Casablanca (Provincia de Valparaíso) en 1841. Sus restos no han podido ser localizados. 
En 1842 el presidente Páez nombró una comisión presidida por el general Francisco Rodríguez del Toro que viajó a Santa Marta (Nueva Granada) para presenciar la ceremonia de exhumación de los restos del Libertador Simón Bolívar y trasladarlos a Caracas. También formaron parte de la comisión el general Mariano Montilla y el doctor José María Vargas. El general Carabaño Aponte exiliado en Curazao regresa a Venezuela en 1844.

#### Oligarquía liberal (1847-1858)
Luego del asalto al Congreso Nacional de 1848, José Antonio Páez se subleva en contra del gobierno de José Tadeo Monagas para reestablecer la institucionalidad. El indio Juan Antonio Salcedo asesina al general Carabaño Aponte en las cercanías de Cariaco, cuando este marchaba de Cumaná a la costa de Paria a combatir a los alzados de Paez.
Al ser derrotado en la batalla de Los Araguatos, Páez huye a Colombia y posteriormente a Curazao junto a León de Febres Cordero.
El general Carlos Soublette fue perseguido por el gobierno por lo que se exilio en la República de la Nueva Granada y se estableció en Santa Marta. José María Zamora, Judas Tadeo Piñango, Agustín Codazzi entre otros decidieron quedarse en el país a luchar, José María Zamora se terminó acogiendo a un indulto presidencial, mientras Piñango fue asesinado en Taratara. Codazzi no tuvo más remedio que renunciar a la gobernación de Barinas, salir huyendo a Maracaibo, enviar a su esposa e hijos a Aruba y salir al exilio hacia la República de la Nueva Granada en 1849.
El 23 de mayo de 1850 Paez parte al destierro en Saint Thomas junto al coronel José Escolástico Andrade y Febres Cordero quien se dirige al Perú donde permaneció por espacio de ocho años. Páez quien estaba en la ruina en Charlotte Amalie sería recibido y homenajeado en múltiples lugares, incluyendo  en México; en Filadelfia, Nueva York, Nueva Jersey, Baltimore y Washington D. C., Estados Unidos; en París, Francia; y en Múnich, Alemania. En algunas oportunidades sería por la población, mientras que otras por los jefes de Estado.
En agosto de 1853, José María Vargas enfermó y viajó a Estados Unidos, donde residió primero en Filadelfia y luego en Nueva York, donde, finalmente, murió el 13 de julio de 1854, a los 68 años de edad. 

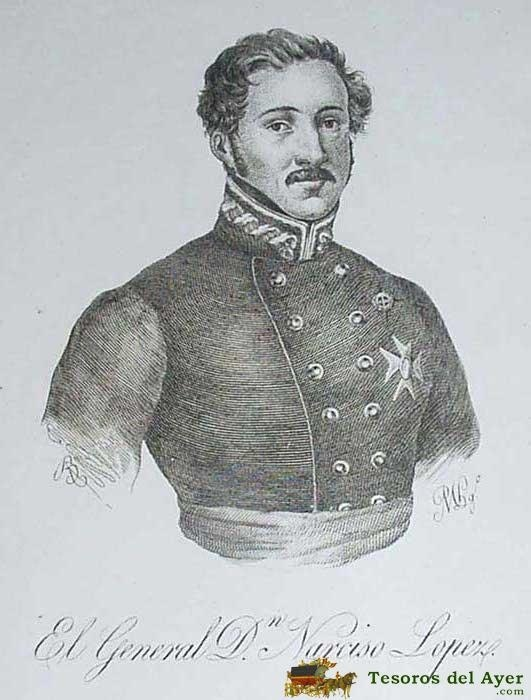
Narciso Lopez.

Según la Ley del 14 de diciembre de 1855, durante el gobierno del presidente  Manuel Montt fue promulgado el Código Civil de Chile y se dispuso que entrara en vigor el 1 de enero de 1857. El Código Civil de Chile fue una de las obras jurídicas americanas más novedosas e influyentes de su época siendo Andrés Bello, su principal impulsor y redactor.
Después del triunfo de la Revolución de Marzo en 1858, José Tadeo Monagas es depuesto del poder y Julián Castro Contreras asume la presidencia. Monagas se asila en la Legación de Francia en Caracas, y de acuerdo con lo estipulado en el Protocolo Urrutia partió al exilio unas semanas después. Sin embargo, Castro se enteró de que Falcón fue nombrado jefe de la contra revolución y ordenó detener a los dos militares.
El 7 de junio de 1858, el presidente Julián Castro Contreras ordena la expulsión de Venezuela de Juan Crisóstomo Falcón, Ezequiel Zamora, Antonio Leocadio Guzmán y de otras figuras del Partido Liberal. Los liberales perseguidos huyen hacia Curazao, desde donde saldrían los organizadores de la Guerra Federal en 1859. Uno de los exiliados fue el militar José del Rosario González, quien se dirige a Curazao.

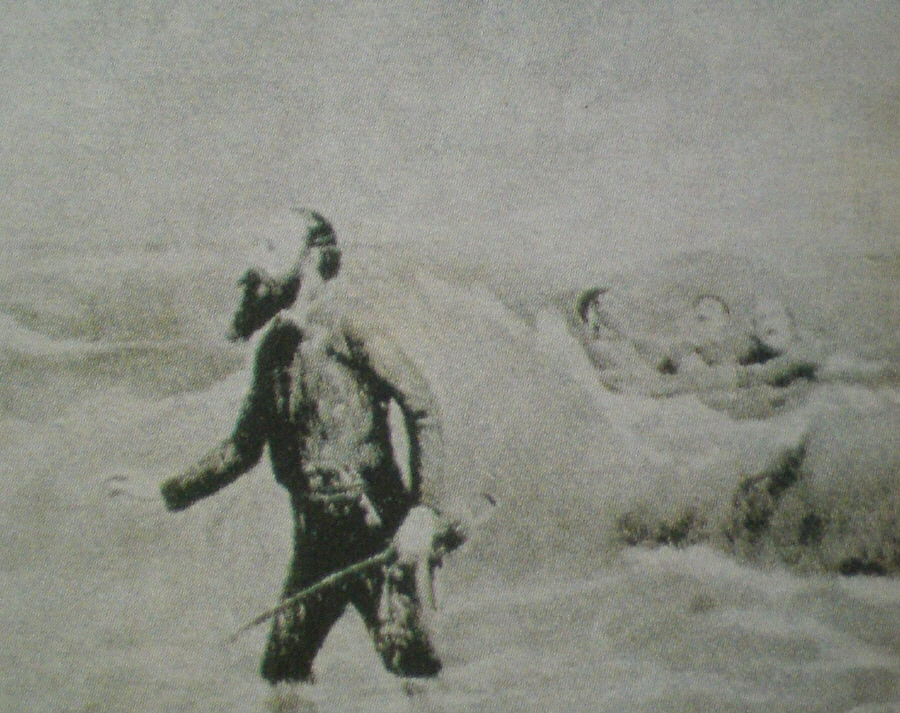
Antonio Guzmán Blanco y Juan Crisóstomo Falcón regresan de su exilio desembarcando en Palma Sola en 1859.

El general Páez junto a Pedro José Rojas regresan a Venezuela desde Nueva York y desembarca en Cumana el 18 de diciembre de 1858. El 31 de diciembre de 1858, el congreso sanciona una nueva constitución y el 4 de enero de 1859 Julián Castro fue designado presidente interino hasta las próximas elecciones.

#### Guerra Federal (1859-1863)
En marzo desembarcaría en Coro Ezequiel Zamora junto a varios líderes federales que habían sido exiliados a las Antillas. Posteriormente se dio la Batalla de El Palito en la cual los federalistas ganaron 250 prisioneros, mucho material de guerra y suministros varios. 
El general Páez renuncia como jefe de operaciones de Carabobo en abril y retorna a Nueva York en mision diplomatica el 6 de mayo de 1859. Nuevamente Rojas le acompaña. Juan Crisóstomo Falcón desembarcó en Palma Sola, donde le dirigió una proclama al país el 24 de julio de 1859. En agosto de 1859, cae el gobierno de Julián Castro y Pedro Gual Escandon asume interinamente el poder tratando de mediar entre los bandos en conflicto. El general  Rojas regresa a Venezuela en Agosto para incorporarse, como diputado por Cumaná, al Congreso de 1860. 

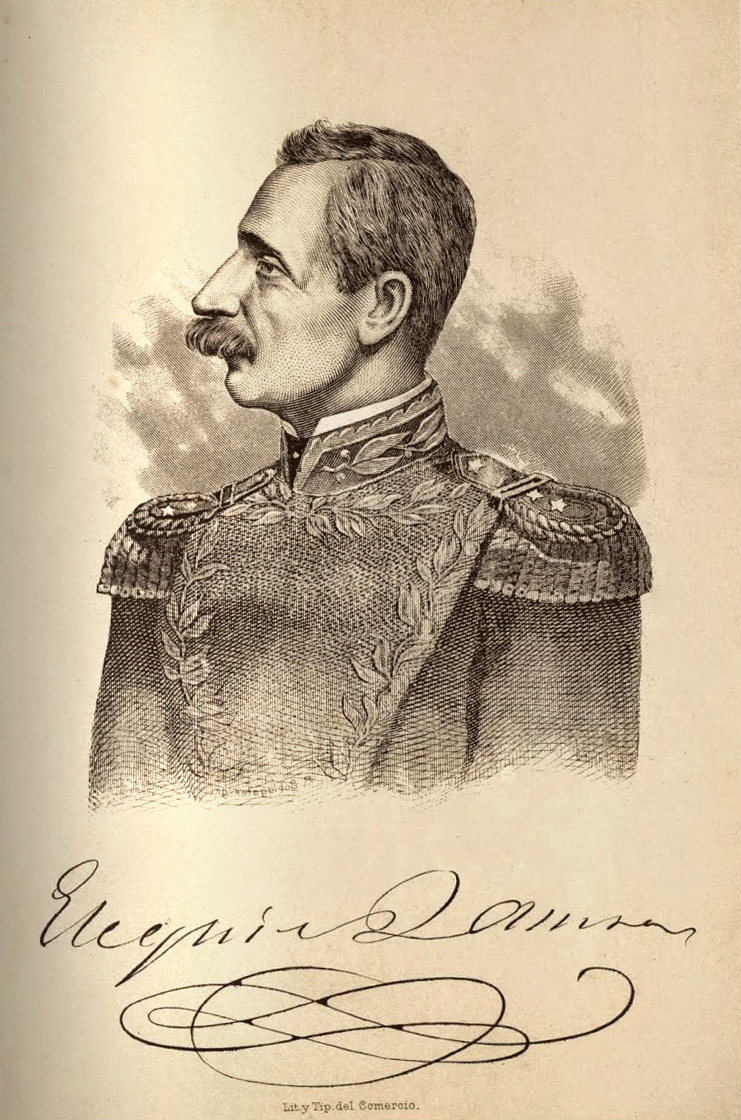
General Ezequiel Zamora

El general Francisco Varguillas, quien perteneció al grupo que proclamó el «grito de la Federación» en Caracas, debe huir a Curazao y Santo Domingo y permanecer exiliado entre 1859 y 1861. 
El 12 de abril de 1860, Manuel Felipe de Tovar, se convirtió en el primer Presidente elegido por los venezolanos, ya que hasta entonces el Congreso designaba al Presidente. La juramentación se llevó a cabo el 12 de abril de 1860, en el templo de San Francisco. Entre abril y julio de 1860 el ex presidente Julián Castro es enjuiciado por el Congreso de Venezuela acusado por traición y enviado al exilio en Saint Thomas.La Guerra Civil continuó en Venezuela y cuando el General José Antonio Páez, que estaba en Nueva York, regresa a petición del gobierno para encargarse del Ejército, este sólo dura 8 días en el cargo por lo arruinado del ejército en la contienda. Presionado por estas circunstancias, el presidente Tovar renunció a la Presidencia de la República el 20 de mayo de 1861 quedando encargado de nuevo Pedro Gual. En octubre de 1861 el general Varguillas desembarcaría en Píritu junto con el general Rafael Urdaneta hijo.  Durante el conflicto, el abogado Aníbal Dominici debió exiliarse debido a sus simpatías conservadoras. Tras finalizar la guerra, regresó al país y se instaló en Carúpano, donde ejerció exitosamente su profesión.

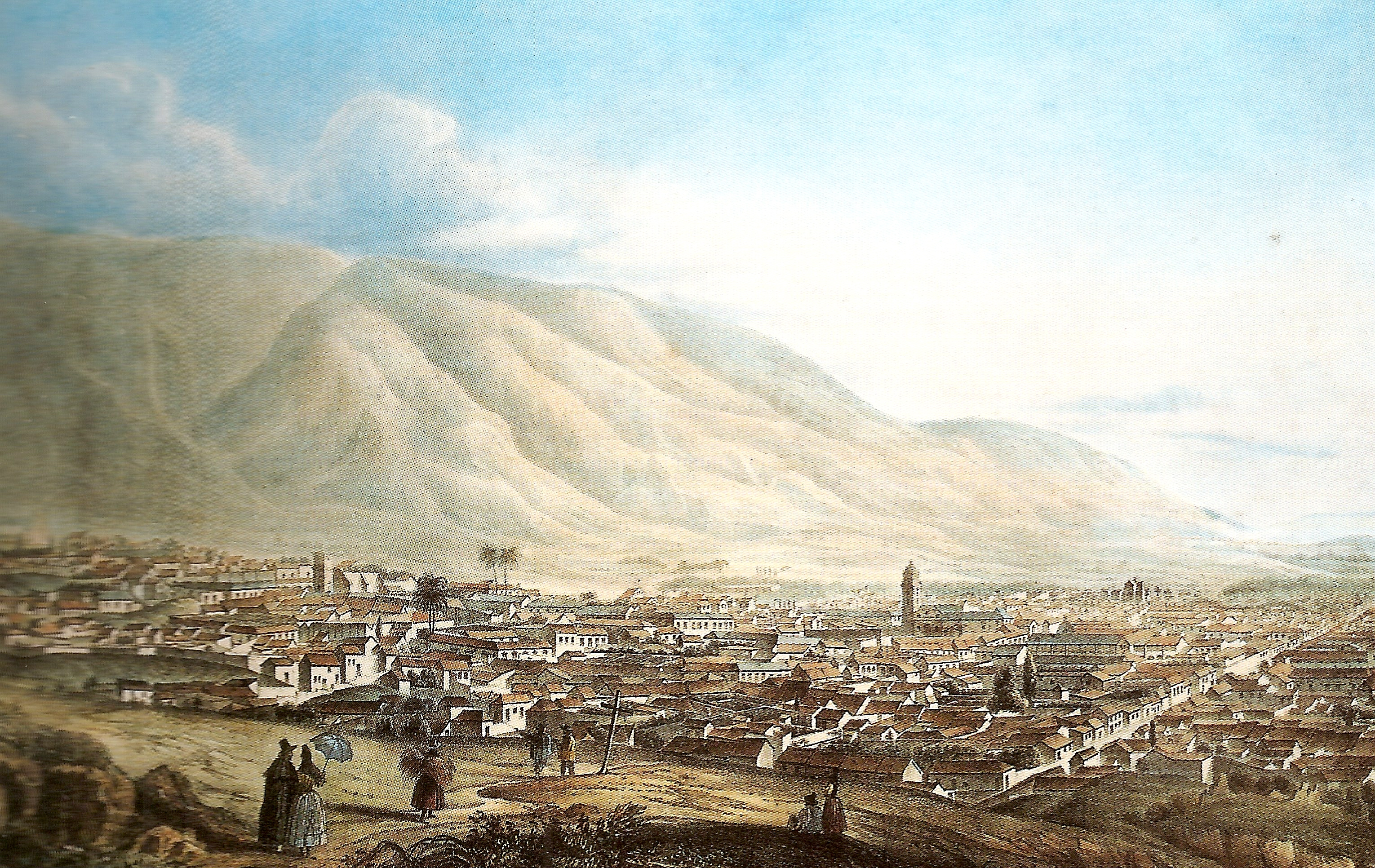
Caracas según Joseph Thomas en 1839

A finales de ese año, Gual se exilio en Guayaquil y Tovar se exilió en Martinica antes de partir a Francia con su familia. El 1 de enero de 1862 Páez reorganiza su gabinete de ministros, transfiriéndole parte del poder al general Pedro José Rojas en carácter de sustituto en la Presidencia. El general Juan Crisóstomo Falcón  participa en la batalla de Araure el 4 de enero de 1862. El general Urdaneta muere en la batalla de Barbacoas el 10 de marzo de 1862. El ex presidente Gual  murió en Guayaquil el 7 de mayo de 1862 en la más extrema pobreza donde recibió "el mayor homenaje que jamás haya rendido el Ecuador a ningún hombre público"
El general Rojas participa en nombre de Páez en la conferencia de Coche con Antonio Guzmán Blanco, que pone fin a la Guerra Federal.Con la firma del Tratado de Coche en abril de 1863, que pone fin a la guerra civil, el presidente Páez renunció ante una nueva Asamblea Nacional, designada de acuerdo a lo pautado por el tratado y la cual designaría a un ejecutivo provisional. Páez vuelve a salir del país y se establece en Nueva York; nunca volvería a regresar a Venezuela durante el resto de su vida. El 11 de agosto de 1863 el general Rojas se exilia a Saint Thomás.
Por su parte, el coronel del bando conservador Adolfo Antonio Olivo desconoció el Tratado de Coche, capturando Puerto Cabello en julio de 1863. Olivo y sus fuerzas se vieron obligados a desocupar la ciudad ante el avance de tropas del gobierno federal se embarcaron  a bordo del bergantín Venezuela y se retiraron hasta Ciudad Bolívar, donde finalmente se rinden.

#### Gobierno Federal (1863-1868)
Una vez acabada la Guerra Federal el  Mariscal Juan Crisóstomo Falcón asume la presidencia de la Republica. Al general Jose Tadeo Monagas se le otorgan reconocimientos y reparaciones en cuanto a las sanciones que padeció en 1857.
El celebrado jurista Andres Bello falleció en Santiago de Chile  el 15 de octubre de 1865, y fue enterrado en el Cementerio General de dicha ciudad. 
El ex presidente Manuel Felipe Tovar muere en París victima de un ataque cardiaco el 21 de febrero de 1866. Sus restos fueron inhumados en cementerio de Epinay  en las afueras de la capital francesa. 
En 1867 el general José Tadeo Monagas reúne al general Luciano Mendoza, el general Pedro José Rojas, el general Level de Goda y otros opositores del gobierno del presidente Falcón y encabeza la Revolución azul.
El general Jacinto Regino Pachano Comandante de armas del Distrito Federal acompaña al mariscal Falcón en Panamá y Nueva York. De la misma manera, Antonio Guzmán Blanco, Joaquín Crespo y Francisco Linares Alcántara se exilian a Curazao.
El general Jose Tadeo Monagas convocó a elecciones para designar al nuevo presidente de la República, inscribiendo su candidatura, sin embargo, en medio del proceso electoral murió debido a una pulmonía en Caracas el 18 de noviembre de 1868.

#### José Ruperto Monagas (1869- 1870)
El general Luis Level de Goda fue expulsado del país en 1869, después de dejar el gobierno del presidente José Ruperto Monagas. El ex presidente Castro regresó a Venezuela, poco antes de la Revolución de Abril encabezada por Antonio Guzmán Blanco quien desembarca en Curamichate, cerca de la Vela de Coro, el 14 de febrero de 1870. El 16 de abril de 1870 Monagas cede el poder al abogado Guillermo Tell Villegas para ir a combatir a los alzados.
Para el 27 de abril del mismo año, tras tres días de combate, las tropas alzadas entran triunfantes a Caracas aclamados por el pueblo descontento por el gobierno de José Ruperto Monagas. El general Monagas firmó la rendición del gobierno e inicia el largo mandato de Antonio Guzmán Blanco, periodo conocido como el Liberalismo Amarillo. 
quien desembarco y se incorporó a ella.

### Liberalismo Amarillo (1870-1899)

#### Septenio guzmancista (1870-1877)
El general Jacinto Regino Pachano  regresa a Venezuela y es nombrado jefe del Estado Mayor General en Carabobo (junio de 1871). 
El 10 de marzo de 1871 Guzmán Blanco ordena el arresto del general Pedro José Rojas y posteriormente es expulsado a Curazao, luego resuelve viajar a Francia, donde muere en 1874. El Presidente del Estado Guayana Juan Bautista Dalla Costa fue derrocado en 1871, al ser ocupada Angostura por los remanentes de las fuerzas azules al mando del general Adolfo Antonio Olivo y tuvo que exiliarse en Trinidad.
Miguel de Letamendi fue sepultado en el Cementerio Presbítero Matías Maestro. Había recibido la Orden del Sol en grado de «benemérito»; Julian Castro es nombrado jefe del Ejército Liberal del Centro. Enfrenta la insurrección de Matías Salazar y preside el Consejo de Guerra que nombra Guzmán Blanco para sentenciarlo a muerte, siendo él mismo el que comandara el pelotón encargado de ejecutar la orden.
En 1874 Guzmán nombró una comisión presidida por el general Pachano para repatriar a Venezuela, desde Fort de France (Martinica), los restos del mariscal Falcón.
Luis Level de Goda, jefe militar de Barcelona, se distancia del régimen de Guzmán Blanco y se subleva en el oriente del país junto al general  José Ignacio Pulido Briceño. Goda fue capturado por el general Lorenzo Guevara  y tras dos años de cautiverio salió exiliado a Trinidad en 1876. Juan Bautisa Dalla Costa al regresar de su exilio es nombrado Ministro plenipotenciario y enviado extraordinario en Washington para negociar un convenio con el gobierno de Estados Unidos en torno a la isla de Aves (1874). En diciembre de 1874, el militar Juan Bautista García es exiliado, y el fracaso de la Revolución de Coro en 1875 obliga a su líder el general León Colina a negociar tras la derrota en la batalla de Barquisimeto. El general Pachano siendo Senador figura como representante del Congreso en las negociadores del tratado que pone fin al levantamiento del general León Colina (febrero de 1875) quien se  exilia en Curazao y Saint Thomas. El presidente Guzmán Blanco decretó la repatriación de los restos del expresidente Manuel Felipe Tovar y su inhumación en el Panteón Nacional (1875); pero tal decreto nunca se cumplió. Sus restos reposan todavía en el cementerio de Epinay, en las afueras de la capital francesa. 
El general Gregorio del Sacramento Velasco, ya habiéndose retirado a la vida privada, fue apresado después de la victoria del general Francisco Alvarado Arellano como candidato guzmancista a la presidencia del estado Táchira. Velasco es enviado a las mazmorras de La Guaira, y en 1876 es desterrado a la isla de Saint Thomas. Los restos del general Carabano Aponte  son inhumados en el Panteón Nacional de Venezuela el 18 de mayo de 1876.En 1876 una comision del gobierno venezolano hizo una búsqueda sin exito  de los restos del Mariscal Sucre en la Iglesia de San Francisco de Quito.

#### Gobierno de Francisco Linares Alcántara (1877-1878)
El presidente Francisco Linares Alcántara emitió una ley de amnistía por la que regresan exiliados como el arzobispo  Silvestre Guevara y Lira, el poeta Juan Antonio Pérez-Bonalde, el general Juan Bautista García, Raimundo Andueza Palacio y Luis Level de Goda.
En 1877, las cenizas del Dr; Jose Maria Vargas fueron traídas a Caracas desde Nueva York y sepultadas en el Panteón Nacional el 27 de abril de ese mismo año. En enero de 1878 el general Leon Colina lanza su candidatura presidencial para el período 1879-1881, pero al triunfar la Revolución Reivindicadora que lleva de nuevo a Guzmán Blanco al poder, se exilia nuevamente, circunstancia que aprovecha para organizar una fallida revolución, que prolongará su exilio hasta 1890.

#### Quinquenio guzmancista (1879-1884)
El general Gregorio del Sacramento Velasco, regresa del exilio al estado Táchira bajo garantías ofrecidas por Guzmán Blanco, donde promueve el derrocamiento del gobernador Alvarado. Ese mismo año el poeta Elías Calixto Pompa, apresado en 1876, sale al exilio hacia Estados Unidos. Luis Level de Goda después de combatir contra las tropas de la Revolución Reivindicadora en febrero de 1879 debe volver a exiliarse a la isla de Trinidad, donde se mantuvo hasta 1888.
En 1881, a Buenaventura Macabeo Maldonado, diputado por el estado Táchira, se le allanó su inmunidad parlamentaria y fue encarcelado por órdenes de Guzmán Blanco, luego de que manifestara su oposición por el atropello en contra del senador por el estado Trujillo Eusebio Baptista, a quien también se le había levantado la inmunidad parlamentaria y apresado. Macabeo Maldonado permanecería exiliado en Cúcuta, Colombia, casi permanentemente entre 1881 y 1892; desde el exterior, organizó múltiples incursiones militares en contra del gobierno guzmancista.

#### Primer gobierno de Joaquín Crespo (1884-1886)
Venancio Pulgar se alza contra el presidente Joaquin Crespo pero es derrotado y tiene que exilarse en República Dominicana.
A comienzo de 1886, Una de las incursiones foráneas que enfrentó el presidente Diaz estuvo integrada por autonomistas tachirenses opuestos al gobernador de la sección Táchira del gran estado Los Andes, Espíritu Santo Morales. En el mando de la incursión se encontraban los generales Segundo Prato, Buenaventura Macabeo Maldonado, Carlos Rangel Garbiras, y el entonces Coronel Cipriano Castro, también exiliado en Cúcuta. Tomás Terry fallecio en París 1886 un financiero y comerciante venezolano que acumulo una notable fortuna con el desarrollo de sus negocios en Cuba.

#### Bienio guzmancista (1886-1888)
Antonio Guzmán Blanco ganó la presidencia en las elecciones de 1885 para gobernar un bienio de 1886 hasta 1888, de manos del Consejo Federal, tras el regreso de Europa del Ilustre Americano, el cual se debía a que un grupo de estudiantes, intelectuales y personalidades políticas, militares y empresariales organizaron una «Aclamación Nacional», con la cual le rogaron por su regreso.
En 1887, Venezuela rompió relaciones con Inglaterra debido a la invasión del Territorio Esequibo por ciudadanos de la Guayana Británica. 
Sin terminar su período, Guzmán Blanco se va a Europa dejando el poder provisionalmente en manos del General Hermógenes López quien contó con la activa cooperación del Partido Liberal y la sociedad. Durante su mandato inauguró el ferrocarril entre Puerto Cabello y Valencia, se pone en servicio en Valencia la luz eléctrica. y se inaugura un cable submarino con Europa (febrero de 1888).
En abril de 1888, el general Jacinto Regino Pachano preside la comisión que trae de Nueva York los restos del ex presidente  José Antonio Páez. Este acto fúnebre se llevó a cabo en contra de la voluntad de Guzmán Blanco, quien se había opuesto al traslado, ya que consideraba a Páez como uno de los principales jefes de los “oligarcas”.

#### Post-guzmancismo (1888-1898)

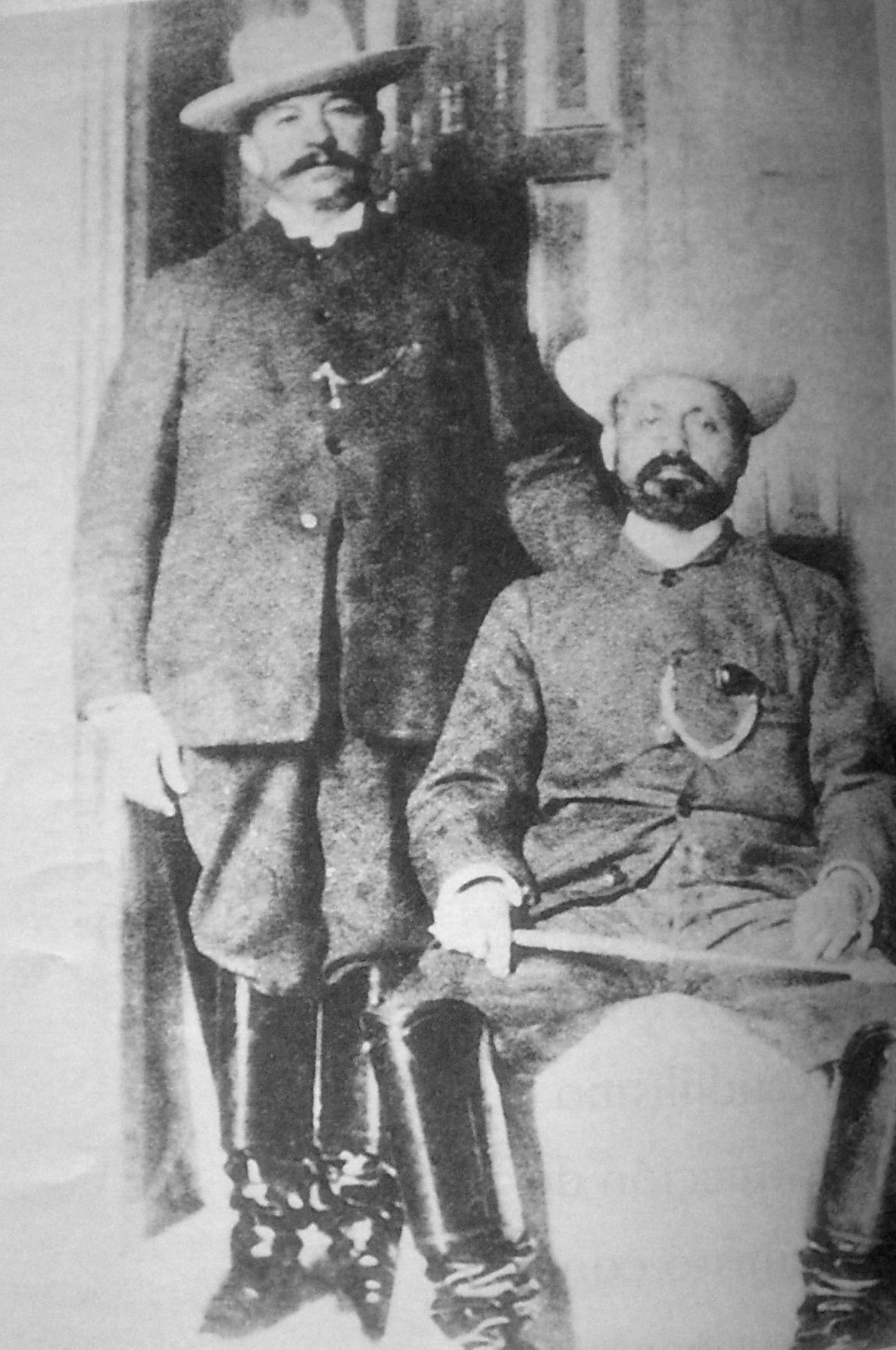
Juan Vicente Gómez y Cipriano Castro.

El escritor y periodista Simón Barceló fue exiliado en Trinidad en 1889, donde fundó el primer diario de la isla. Recorrió las Martinica y Guadalupe durante su exilio, aprendiendo inglés y francés. En 1890, a los 17 años, planeó unirse a grupos rebeldes del general José Antonio Velutini, pero este no lo aceptó debido a su corta edad.
En 1890 asume la presidencia Raimundo Andueza Palacios.
Varias personas se verían exiliadas del país en 1892, después del triunfo de la Revolución Legalista incluyendo Juan Vicente Gómez, Cipriano Castro en Colombia, Luis Level de Goda en Trinidad, y  El político Juvenal Anzola, exiliado en Curazao desde el mismo año, regresa al país al año siguiente, en 1893. En 1905 sería designado como diputado suplente por el Distrito Federal. El militar Domingo Monagas Marrero, exiliado a Trinidad en 1893 a raíz del triunfo de la revolución Legalista  es amnistiado en 1895 y nombrado inspector general del Ejército en 1898.  Tras la muerte de Joaquín Crespo en abril de 1898, Level de Goda regresó a Venezuela, donde fue nombrado Cónsul General de Venezuela en Trinidad por el entonces presidente Ignacio Andrade. Desde su exilio en Cúcuta, Macabeo Maldonado participa en un movimiento contra del gobierno del presidente Andrade en 1898. El alzamiento fracasa, y Maldonado es capturado y enviado a la cárcel de La Rotunda en Caracas.  Level de Goda fallece el 27 de de marzo de 1899 durante el ejercicio de su cargo como cónsul general de Venezuela en Trinidad con sede en Port of Spain. Las hostilidades  se extendieron hasta la captura del general Hernández el 12 de junio de 1898. 
El ex presidente Guzmán Blanco murió en París el 28 de julio de 1898 y fue enterrado en el Cementerio de Passy, a pocas cuadras de la Torre Eiffel.  
El 31 de julio de 1899, el presidente Ignacio Andrade emitió el decreto por el cual los restos del General Antonio Guzmán Blanco, debían ser trasladados a Caracas desde París, para que tuvieran eterno descanso en el Panteon Nacional de Caracas unas de las tantas obras que había sembrado en el país, pero esto no sucedió.
El 22 de octubre de 1899 Cipriano Castro aborda el ferrocarril alemán en Valencia y entra triunfante en la Estación Caño Amarillo de Caracas. Al frente de una gran marcha popular, Castro toma la Casa Amarilla donde el presidente interino Rodríguez Párraga entrega el mando derrotando definitivamente al Gobierno andradista.

### Hegemonía Andina (1899-1945)

#### Gobierno de Cipriano Castro (1899-1908)
Buenaventura Macabeo Maldonado, que había sido liberado de prisión en septiembre de 1899, es encarcelado nuevamente en octubre después de que el general Castro asumiera el poder. A causa de haber caído gravemente enfermo en prisión, es liberado nuevamente.

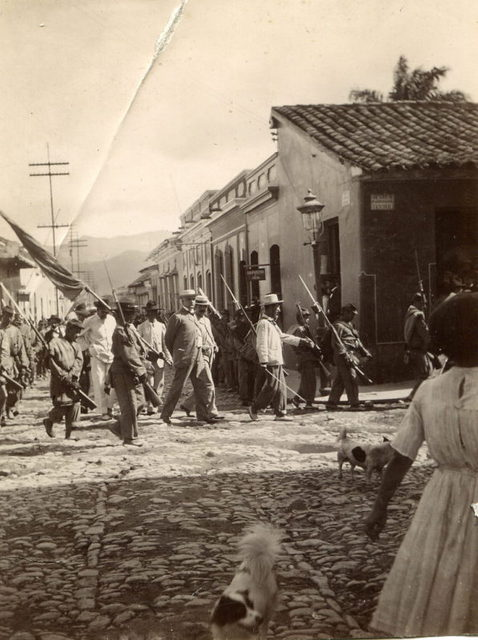
Manuel Antonio Matos y otros banqueros obligados a caminar encadenados por las calles de Caracas.

En la noche del 17 de agosto de 1900, después de regresar de un viaje en tren desde el pueblo de Petare, el ex presidente Andueza Palacio falleció en Caracas, a los cincuenta y cuatro años de edad. 
Entre los empresarios afectados por las medidas represivas de Castro destaca Heriberto Lobo Senior, descendiente de judíos sefarditas, quien en 1900 se traslada con su familia a Nueva York. En 1901 al ser nombrado administrador de la sucursal de la North American Trust Company en Cuba se radica en la Habana.
Buenaventura Macabeo Maldonado se exilia junto con su hermano Samuel Darío Maldonado Vivas a Curazao, posteriormente a Barranquilla y finalmente a Cúcuta, donde llega en mayo de 1901. El general Carlos Rangel Garbiras con apoyo del presidente de Colombia José Manuel Marroquin invade el Táchira el 25 de julio de 1901 pero es vencido por el general Rafael Uribe Uribe en San Cristóbal el 29 de julio. Garbiras derrotado huye a Cucuta y el gobierno restaurador de Castro sale fortalecido. En agosto de 1901 Manuel Antonio Matos llega a Plymouth (Inglaterra) procedente de los Estados Unidos y con una suma de 40.000 dólares compra el vapor "Ban Righ" ademas de armas y municiones. La injerencia de Cipriano Castro y su apoyo a los rebeldes liberales colombianos en la Guerra de los Mil Dias culmina con el desastre para el ejército Venezolano en la Batalla de Carazúa el 13 de septiembre de 1901. Nicolás Rolando marcha para Trinidad a finales de 1901 y desde Port of Spain prepara la conspiración por el oriente del Pais. Buenaventura Macabeo Maldonado fallecería en Cucuta en diciembre del 1901. El general Carlos Rangel Garbiras nuevamente invade el Táchira el 22 de febrero de 1902 mientras que el 9 de marzo de 1902 Nicolás Rolando desembarca en las costas de Carúpano donde derrota al General Juan Vicente Gomez como "Jefe de Oriente" y caudillo de la Revolución Libertadora. El general Rangel Garbiras es derrotado en San Cristóbal el 17 de marzo de 1902 y permanece exiliado en Cucuta prestando apoyo logístico a los insurgentes en Colombia y Venezuela.
El coronel Rafael de Nogales Méndez, veterano de la Guerra Hispano Americana en el bando realista, que había regresado a Venezuela meses antes, tiene una discusión con el presidente Castro al criticarle su manera de gobernar durante la contienda.
Castro mandó a arrestar a De Nogales Méndez bajo la sospecha de estar involucrado en la revolución Libertadora. Este pudo fugarse de su cautiverio y pasar a varios países de Centroamérica hasta llegar a Nicaragua.
El general José Manuel Hernández es liberado por el presidente Cipriano Castro, quien lo nombra Ministro de Fomento. 
Matos deja encargado al general Nicolás Rolando como comandante del ejército Libertador en Oriente. El general Mendoza tras la derrota en La Victoria se refugia en su hacienda Ariña de la isla de Trinidad, en la que pasa sus últimos días. 
En diciembre de 1902 los generales Paredes y Hernández son liberados por la amnistía general decretada por Cipriano Castro debido al bloqueo naval organizado por Alemania, Inglaterra e Italia. Paredes decide exiliarse en Trinidad donde se mantiene conspirando a favor de la Revolución Libertadora. En 1903 Hernández es nombrado ministro plenipotenciario de Venezuela en Washington donde las partes en conflicto discutirán los términos del levantamiento del bloqueo naval bajo el arbitraje de los Estados Unidos. El general Jose Maria Ortega Martinez es capturado en 1903 tras la derrota de los insurgentes en El Guapo y luego es encarcelado en las bovedas de La Rotunda de Caracas. 
En julio de 1903, el general Nicolás Rolando Monteverde resultaría derrotado en la Batalla de Ciudad Bolívar a manos de las tropas gubernamentales comandadas por el general Juan Vicente Gómez dando fin al ciclo de Guerras Civiles en Venezuela. Rolando es hecho preso y enviado al Castillo San Carlos de Borromeo.  Matos junto a  Gregorio Segundo Riera abordan el Ban Righ en La Vela con rumbo a Curazao. Luego Matos se exilia en Francia donde permanece hasta 1909.  En junio de 1903 el general Antonio Paredes participa en los últimos combates de la Revolución Libertadora en Güiria y vuelve al exilio en Trinidad.
Lino Duarte Level, quien también participó en la fallida Revolución Libertadora estuvo exiliado en Nueva York a partir de 1903.
El general Peñaloza, quien había sido nombrado jefe de Estado Mayor de la Revolución Libertadora, se exilió a Curazao en 1904 después de su fracaso en el intento de derrocar al presidente Castro. 
En 1904 el general Hernández renuncia al cargo de embajador de Venezuela en Washington por sus diferencias con Castro y decide permanecer exiliado en Nueva York hasta 1909.
En 1906, al descubrirse la participación del Cable Frances en el financiamiento de la Revolución Libertadora, el presidente Castro rompe relaciones diplomáticas con Francia y comienza a hostigar a la communidad corsa de Carupano donde operaban la estacion terminal del cable submarino. El general Jose Maria Ortega Martinez logra escapar de su presidio en La Rotunda para mantenerse en el exilio en los Estados Unidos apoyando conspiraciones contra Castro desde los Nueva York. El general Paredes publica el «Diario de mi prisión en San Carlos» y su «Bosquejo histórico o Memorias contemporáneas». El general Rolando es liberado en 1906 y salió desterrado a Nueva York, donde siguió organizando movimientos conspirativos contra el régimen de Castro.
El 27 de enero de 1907, en el bar Bois de Boulogne de Caracas, muere asesinado el gobernador del Distrito Federal  Luis Mata Illas, quien era un hombre de confianza de Cipriano Castro e incluso estaba comprometido en el movimiento llamado «La Conjura» que buscaba impedir el acceso al poder del general Juan Vicente Gómez. El crimen fue adjudicado al general Eustoquio Gómez, lo que significaba varios años de prisión en La Rotunda. Fue condenado a 15 años de presidio.  Tras una exitosa carrera  al frente de North American Trust Company, Heriberto Lobo es cofundador de la Galbán & Lobo Company Importing and Exporting Association de La Habana especializada en el negocio del azúcar convirtiendose en uno de los empresarios más acaudalados de Cuba. 
El hermano del general Antonio Paredes, Héctor Luis, publicó un manifiesto en Berlín, Alemania, en el que llamó a la diáspora venezolana a unirse para derrocar a Castro del poder, acusándolo de robar millones del tesoro nacional y usar la fuerza mercenaria para obstaculizar el gobierno.
En 1907 el general Peñaloza intenta invadir Táchira desde Cucuta sin éxito por lo que debe volver derrotado a Colombia. y debe exiliarse nuevamente en Colombia. 
Baltazar Vallenilla Lanz se vio exiliado en Trinidad en 1907, donde mantiene contacto con los grupos que apoyan la toma del poder por parte de Juan Vicente Gómez. Anteriormente había participado en la Revolución Libertadora, fue apresado en 1903 después de la captura de Ciudad Bolívar y enviado al Cuartel San Carlos; a mediados de 1904 había sido liberado por la intervención de su hermano, Laureano Vallenilla Lanz. El militar Carlos Rangel Garbiras permanece en el exilio hasta la caída de Cipriano Castro en 1908. Igualmente lo hace Gregorio Segundo Riera, quien se había exiliado en 1903. Acusados de tergiversar las comunicaciones telegraficas del Cable Frances en represalia Castro ordena en 1908 la expulsión masiva de los productores y comerciantes corsos establecidos en Carúpano, Rio Caribe, Guiria y sus alrededores.

#### Dictadura de Juan Vicente Gómez (1908-1935)

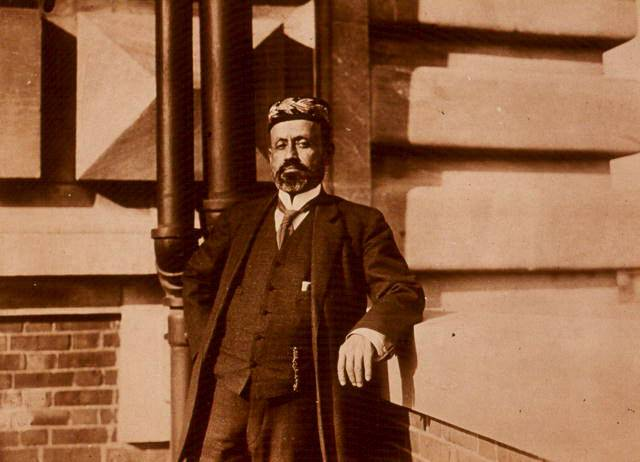
Cipriano Castro en su exilio en 1913.

Debido al golpe de Estado en Venezuela de 1908 liderado por el vicepresidente Juan Vicente Gómez, el presidente Cipriano Castro debe permanecer en el exilio en Puerto Rico hasta su muerte en 1924. Con la llegada al poder de Juan Vicente Gómez el 19 de diciembre de 1908, Eustoquio Gómez es liberado de prisión y recibe el cargo de jefe del castillo de San Carlos, utilizando por este tiempo el nombre de «Evaristo Prato». En enero de 1909 el ex Ministro del Interior Julio Torres Cárdenas sale al exilio en Curazao y luego se radica en España hasta 1936. El general Peñaloza vuelve del exilio en Colombia y fue nombrado miembro del Consejo de Gobierno durante 1908 y 1913. 
El general Rolando vuelve de su destierro en Nueva York y sera nombrado integrante del consejo de gobierno entre 1909 y 1913.  El general Eustoquio Gómez es denunciado por los abusos en el trato dado a los prisioneros del castillo San Carlos, los cuales provocan un levantamiento general que lo obliga a refugiarse en Maracaibo (1909). El general Rangel Garbiras regresa de Colombia y es nombrado ministro por Juan Vicente Gómez en 1909. Murió en Caracas el 23 de marzo de 1910. 
El banquero Manuel Antonio Matos vuelve de su exilio en Francia y con su nombramiento como Ministro de Relaciones Exteriores en 1909 reestablece relaciones diplomáticas con los Estados Unidos, Colombia, Francia y Holanda.
Posiblemente uno de los primeros exiliados del régimen de Juan Vicente Gómez fue el escritor Rufino Blanco Fombona. Sirviendo como secretario de la Cámara de Diputados, criticó a la dictadura.  Al poco tiempo fue encarcelado en La Rotunda en 1909 y luego fue desterrado a Francia en 1910. 
Los beneficios económicos derivados del otorgamiento de una vasta red de concesiones petroleras a empresas transnacionales permitirán amortizar la deuda externa en 1929. 
José Manuel Hernández vuelve al país del exilio en Estados Unidos en 1909. Es nombrado miembro del Consejo de Gobierno entre 1909 y 1911, pero rompe con el presidente Gómez. Debe partir al exilio en Puerto Rico, Cuba y Estados Unidos, donde muere el 25 de agosto de 1921. Lino Duarte Level, a diferencia de Laureano Vallenilla Lanz, fue un opositor vocal a la dictadura de Gómez y se había unido al grupo de conspiradores encabezados por Hernández. Duarte Level salió exilado y murió en Puerto Rico en 1929.
Pedro Maria Morantes durante su paso por España y Francia, logra imprimir y publicar, bajo el pseudónimo de Pío Gil, unas denuncias por corrupción al gobierno venezolano del General Gomez, poco tiempo después es nombrado cónsul en Ámsterdam, pero al ser descubierto como autor de las denuncias es destituido.
En 1910 José Ignacio Cárdenas fue nombrado agente diplomático de Venezuela en España espiando las actividades de los exiliados venezolanos en Europa. También fue acreditado en Francia y Holanda hasta 1925. 
En 1911, el médico y abogado Abel Santos es nombrado ministro plenipotenciario de Venezuela en Colombia, sin embargo, este cae en desgracia y renuncia al cargo quedándose exiliado en Santa Fe de Bogotá. Se residencia en Ocaña donde ejerce como médico y presenta un proyecto de código de comercio para Colombia el cual es aprobado en el país.
En California el general Nogales Méndez participó en la fallida rebelión liderada por Ricardo Flores Magón considerado el precursor de la Revolución Mexicana. Al regresar a Venezuela en 1911 no aceptó un cargo que le ofreció el presidente Gómez, por lo cual se convirtió automáticamente en enemigo del régimen. Se levantó en armas y fue gobernador del estado Apure por casi cuarenta y cinco días. Tras fracasar la sublevación huyó a Colombia y luego volvió a Europa donde se enrolo en el ejercito imperial de Alemania. 
Enrique Tejera Guevara se vio exiliado en París para 1913 por su participación como dirigente estudiantil en los eventos universitarios de 1912.  Para evitar mayores disturbios estudiantiles la Universidad Central de Venezuela (UCV) fue cerrada por tiempo indefinido.
Alberto Smith, ex rector de la UCV, descontento con el gobierno de Gómez ante su intención de reelegirse se iría del país en 1913. Después de un viaje por distintas partes del mundo, Smith se residenció en La Habana,Cuba.
En 1913 el general Leopoldo Baptista protestó ante la intención del presidente Gómez de reelegirse y fue desterrado por el régimen ese año. Se exilió primero en Ottawa (Canadá) y posteriormente en New York (Estados Unidos)  donde participó en varios movimientos antigomecistas como la expedición del Falke en 1929. Murió en Nueva York en 1931. Sus restos fueron repatriados en 1938.
En 1913 Román Delgado Chalbaud inició un movimiento conspirativo de la Marina de Guerra en La Guaira destinado a evitar la reelección de Gómez, el cual fue delatado. Chalbaud fue encarcelado en La Rotunda, donde permaneció con grilletes durante 14 años. El general Peñaloza miembro del Consejo de Gobierno fue envuelto en la conspiración de Chalbaud, teniendo que huir a Curazao y de allí a Colombia. 
En 1914 como medida de seguridad, la familia de Chalbaud incluido su hijo Carlos Delgado Chalbaud se exilió en París, Francia.
En este clima de turbulencia  el canciller Matos renuncia al ministerio de Relaciones Exteriores y se retira de la vida pública en 1913. El expresidente Ignacio Andrade fue nombrado Canciller, entre 1916 y 1917; y de ministro de Relaciones Interiores, entre 1917 y 1922.

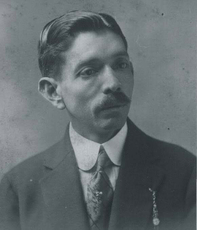
Emilio Arévalo Cedeño

El general Horacio Ducharne exiliado en Trinidad desembarcó en agosto de 1914 en las costas del estado Sucre con 16 hombres con el objetivo de iniciar un levantamiento en el Oriente contra Gómez. Tomó el puerto de Yaguaraparo y continuó hacia la sabana de Pararí, cerca de Maturín. Gómez envió al general Manuel Felipe Rugeles para perseguirlo como respuesta. Ducharne consiguió mantener actividades guerrilleras durante casi un año, pero en 1915 fue derrotado herido y capturado por las tropas de Rugeles. Fue ejecutado el 20 de agosto de 1915 en Maturín.
El escritor Rufino Blanco Fombona vivió en París hasta 1914, antes de establecer su residencia en Madrid (España) donde vivió por más de veinte años. 
Al estallar la Primera Guerra Mundial, el presidente Gómez mantuvo una posición de neutralidad durante los cuatro años del conflicto; su gobierno recibió presiones y amenazas de los beligerantes del conflicto y fue acusado de tener simpatías progermanas. A pesar de la neutralidad del gomecismo la mayoría de los venezolanos combatientes sirvieron en la Legión Extranjera Francesa como el médico Enrique Tejera, hubo excepciones como Rafael de Nogales Méndez en el ejército otomano y Carlos Meyer Baldó en el ejército imperial alemán. 
En 1915 Fombona Pachano fundó la editorial América en Madrid, la cual publicó numerosas obras.
En 1917 Morantes da a conocer su poema Lira anárquica, en el que, a la manera de José Asunción Silva, invita al tiranicidio.
En 1918, el general Ortega Martínez fundó  en Nueva York, junto con Francisco Linares Alcántara, hijo  y otros otros expatriados antigomecistas, el movimiento político La Nueva Venezuela, de efímera duración. Poco tiempo después viajará a Europa junto a Francisco Linares Alcántara.

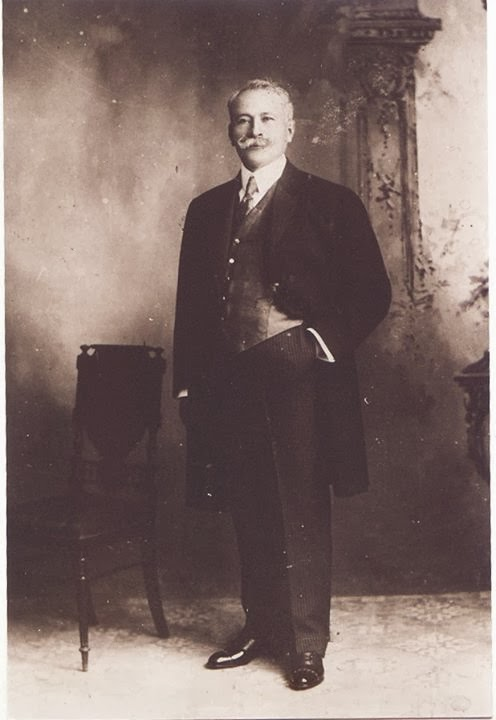
Eustoquio Gómez

Francisco de Paula Laguado Jaimes, quien tenía parentesco con Juan Crisóstomo Gómez, hermano del dictador, participó en las protestas estudiantiles en contra de Gómez. Laguado renunció a una pensión que le ofrecía Juancho Gómez, salió del país y en 1920 se refugió en La Habana, Cuba. Carlos Aponte Hernandez, quien se había unido a la lucha armada en contra del gobierno gomecista, es capturado debido a una delación, enviado a la cárcel de Altagracia de Orituco. El joven Laguado Jaimes se convirtió en uno de los más activos voceros de la lucha contra Juan Vicente Gómez siendo colaborador de El Tiempo (Bogotá), de El País y El Fígaro (La Habana). En 1921 funda el periódico Venezuela Libre (cuyo título cambia en 1925 al de América Libre) y se hace amigo de Julio Antonio Mella, fundador del Partido Comunista Cubano. 
El embajador de Venezuela en Holanda José Ignacio Cárdenas descubre en 1921 la conspiración de los generales Francisco Linares Alcántara, hijo y José María Ortega Martínez. Durante su permanencia en Alemania contrataron mercenarios y compraron dos barcos en Kiel el Harrier y el Odín para derrocar la dictadura gomecista pero abortaron la operación al ser incautados los buques por las autoridades britanicas de Gibraltar. Ambos expedicionarios huyeron a Mexico.
Después de apoyar la huelga de tranviarios de Caracas en abril de 1921, Miguel Zúñiga Cisneros (para entonces estudiante de medicina) es encarcelado en La Rotunda y exiliado en México. Manuel Antonio Pulido Méndez también estuvo entre el grupo de estudiantes apresados por mostrar su solidaridad ante la huelga y también se exiliaría en México donde se gradua de medico en la UNAM. 
El escritor José Rafael Pocaterra es liberado el 1 de enero de 1922 y sale al exilio en Francia. En 1922 Zúñiga Cisneros auspicia en Ciudad de Meico, junto a Carlos León, Manuel Antonio Pulido Méndez y Emilio Arévalo Cedeño, la fundación del Partido Republicano que acoge los postulados del socialismo.
Julio Lobo Olavarría, graduado de ingeniero agrónomo en la Universidad de Columbia en 1919 se hace socio de la Galbán & Lobo Company Importing and Exporting Association de La Habana y en la siguiente decada se convirtió en uno de los empresarios más acaudalados del mundo. 
El escritor Mariano Picón Salas decide mudarse a Chile en 1922, donde trabajará como vendedor de vinos y artículos de escritorio. La Unión Obrera Venezolana (UOV) fundada en diciembre de 1923 en Nueva York por Juan José López y Luis Muñoz Marín con el fin de difundir entre los trabajadores venezolanos en el exilio la propaganda revolucionaria dirigida a la destitución de la dictadura de Gómez. En 1924 Picon Salas se matrícula en el Instituto Pedagógico de Santiago donde sigue estudios de Historia en la Facultad de Filosofía y Educación. Son años en los que frecuenta los círculos anarquistas y colabora de manera activa con la revista Athenea. Asimismo, durante su estancia en Chile, se vinculó con el Partido Socialista de dicho país, aunque no se inscribió debido a razones de nacionalidad. 
En 1924 en Nueva York el general José María Ortega Martinez se asocia con  Leopoldo Baptista y Regulo Olivares quienes promueven una invasión armada contra Gómez con la compra del buque Gloucester. En Miami le cambia el nombre a Angelita sin embargo el buque sufre una avería en alta mar y debe recalar en La Habana. 
A instancias del secretario de la presidencia Francisco Baptista Galindo, se decretó en 1925 una amnistía parcial que permitió el regreso de unos 20 000 exiliados venezolanos en Colombia, entre ellos el ex embajador en Colombia Abel Santos, el guerrillero Rafael Simón Urbina, el general Eustoquio Gomez exiliado en Curazao, el poeta Pio Tamayo, el exministro gomecista Roberto Vargas Díaz, y el medico Manuel Antonio Pulido Méndez proveniente de Mexico. En 1925 la dictadura gomecista ordena la apertura de la UCV. El activista Carlos Aponte Hernandez como beneficiario de la amnistia sale exiliado a Cuba y se hace miembro de la Liga Anti-Imperialista de las Américas.En La Habana establece contactos con el resto del grupo de jóvenes radicales venezolanos Gustavo Machado, Luis Alfredo Méndez, Francisco de Paula Laguado Jaimes y Alberto Ravell que gravitaban alrededor de la Universidad Libre José Martí (1925-1926). 
De Nogales Méndez llegó a Nicaragua  en 1926 y participo en la guerra de Augusto César Sandino contra el gobierno de Adolfo Díaz Recinos apoyado por los marines norteamericanos. Trató personalmente a Sandino y lo describió como hombre probo y buen luchador. En 1927 salió para Managua donde le afectó una fiebre. Al mejorar su salud viajó a Nueva York y luego a Europa. En Londres dictó conferencias sobre su vida militar y se dedicó a explotar su faceta como escritor. 
En 1927 el general Román Delgado Chalbaud es liberado tras un largo presidio de 14 años en La Rotunda, donde permaneció con grilletes, salió al exilio a Francia. El capitán Luis Rafael Pimentel es liberado y posteriormente se exilia en Europa y reanuda actividades conspirativas con grupos antigomecistas. 

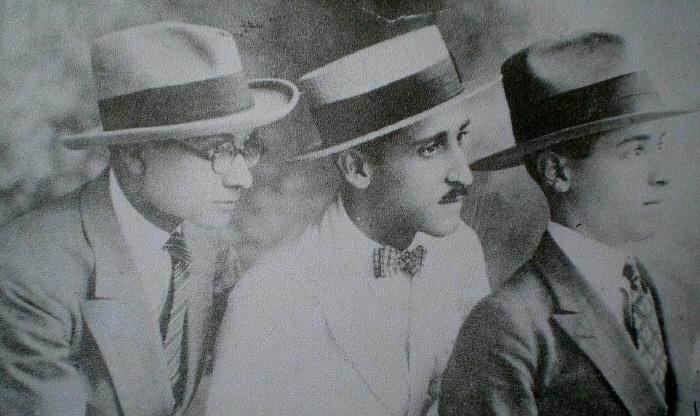
Rómulo Betancourt, Joaquín Gabaldón Márquez y Jóvito Villalba en 1928

Varios jóvenes estudiantes de la UCV de Caracas se involucraron del 7 de abril de 1928 en un movimiento insurreccional contra la dictadura de Gómez, esto trajo como consecuencia la persecución policial y encarcelamiento de más de 200 personas implicadas, el exilio de opositores y el cierre de la Universidad Central de Venezuela.
Entre los más conocidos figuran Raul Leoni quien era presidente de la Federacion de estudiantes Universitarios, Rómulo Betancourt, Miguel Otero Silva, José Tomás Jiménez y Guillermo Prince Lara, Alejandro Oropeza Castillo, Juan Bautista Fuenmayor, Rafael Vegas, Ernesto Silva Tellería,  Joaquín Gabaldón Márquez, Edmundo Fernández Marquis, Inocente Palacios, Humberto Cuenca, Fernando Salvador Key Sánchez, Iván Darío Maldonado Bello, Jovito Villalba,  Juan Colmenares, Armando Zuloaga Blanco. En su mayoria los revoucionarios fueron apresados y enviados posteriormente al castillo de Puerto Cabello. Oropeza Castillo, y Fuenmayor fueron desterrados a Colombia. Rómulo Betancourt, Miguel Otero Silva, José Tomás Jiménez y Guillermo Prince Lara se mantuvieron en la clandestinidad y luego se refugiarian en Curazao. Otro de los conjurados el estudiante Raul Leoni huyo a Colombia donde continuo sus actividades conspirativas. El resto fueron exiliados a Francia. Atilano Carnevali Parilli salió exiliado junto con sus hermanos Gonzalo y Omar, permaneciendo brevemente en Curazao y viajando posteriormente a Nueva York.  Jorge Saldivia Gil fue encarcelado en El Tocuyo, y expulsado junto con otros estudiantes venezolanos, de lo que se conoce como la generación del 28, por lo que se dirige a Francia. En París realizó sus estudios en la Escuela Especial de Trabajadores de París, donde obtuvo el título de Ingeniero Arquitecto. Durante su estadía en Francia, militó en el Partido Comunista Francés. Bajo sospecha de haber participado en la conjura el vicepresidente José Vicente Gómez (hijo del general Gómez) fue relevado de sus funciones como inspector general del Ejército y se le designó como agregado militar en Francia.  El 28 de abril de 1928 sale del país con su familia mientras una nueva Constitución eliminaba su cargo de vicepresidente. 
En enero de 1929  el diplomático Cárdenas, para la época Ministro de Obras Públicas y de Fomento, es enviado nuevamente como embajador a Holanda. Desde allí informa sobre la los movimientos del general Delgado Chalbaud y se encarga de vigilar las andanzas de Rafael Simón Urbina. En febrero el sindicalista Hilario Montesinos es asesinado en Willemstad.

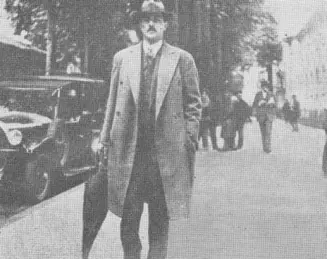
Roman Delgado Chalbaud en Francia, poco antes de la expedición del Falke.

En 1929, el periodista y poeta Manuel Felipe Rugeles salió exiliado a Colombia después de ser encarcelado en el castillo San Carlos del Zulia. Rugeles había sido detenido en Maracaibo por textos críticos a Juan Vicente Gómez publicados por el diario Excelsior, del cual era jefe de redacción. Laguado Jaimes hizo publicar en Caracas, en 1929, un folleto en que invitaba al tiranicidio como solución para Venezuela. A solicitud de las autoridades venezolanas y con la anuencia del presidente Gerardo Machado, Laguado Jaimes fue detenido en La Habana  por la policía secreta cubana (marzo 1929). Sacado de su prisión a los pocos días, fue llevado en lancha al sitio denominado Pescante del Morro, cerca de La Habana y lanzado inconsciente al agua para servir de carnada a los tiburones. En 1929, Atilano Carnevali Parilli fundó en la ciudad de Nueva York el periódico opositor el régimen gomecista Acción Cívica. Carnevali Parilli también organizó la expedición del Falke junto con Román Delgado Chalbaud. 
En marzo de 1929 políticos venezolanos exiliados en París liderados por el general Delgado Chalbaud fundaron la Junta Suprema de Liberación Nacional con la finalidad de derrocar el régimen del general Juan Vicente Gómez. 
Rafael Simón Urbina viaja clandestinamente a Curazao en junio de 1929 y participa en la toma de Fort Amsterdam junto a Gustavo Machado, Guillermo Prince Lara, Miguel Otero Silva, José Tomás Jiménez Arráiz Moreno y otros revolucionarios. En Willemstad toman como rehén al gobernador holandés Leonard Fruytier, saquean el arsenal y secuestran el vapor USS Maracaibo. Urbina con una fuerza de 200 trabajadores de la refinería Shell de Curazao desembarcan en la La Vela de Coro para derrocar a Gómez, pero fueron vencidos por el general León Jurado y tuvieron que huir a Colombia y México. Uno sus participantes, José Tomás Jiménez Arráiz Moreno se exilió en Europa, donde terminar sus estudios en la Facultad de Medicina de la Universidad de Barcelona y la de Madrid.
El 11 de agosto de 1929, el crucero General Anzoátegui (antes Falke) entró en el puerto de Cumaná. Los revolucionarios desembarcaron un comando formado en tres columnas al mando del general Delgado Chalbaud. Al llegar al puente Guzmán Blanco hubo un encuentro entre los rebeldes y las tropas leales del general Emilio Fernández, presidente del estado Sucre, en que ambos Delgado Chalbaud y Fernández cayeron abatidos por el fuego cruzado. El capitán Luis Rafael Pimentel queda a cargo, conjuntamente con el general Pedro Elias Aristeguieta, del ataque a Cumaná. Herido durante los combates el 13 de agosto de 1929, es capturado y enviado al castillo Libertador de Puerto Cabello. Otros revolucionarios, fueron arrestados por las autoridades gomecistas y otros escaparon durante varios meses. Debido al peligro de ser bombardeado por la fuerza aérea venezolana, los miembros de la tripulación huyeron a bordo del General Anzoátegui a Grenada y luego a Trinidad. Las autoridades de Port of Spain confiscaron el Falke, porque el gobierno venezolano lo había tildado de pirata en comunicación oficial al gobernador británico de Trinidad. 

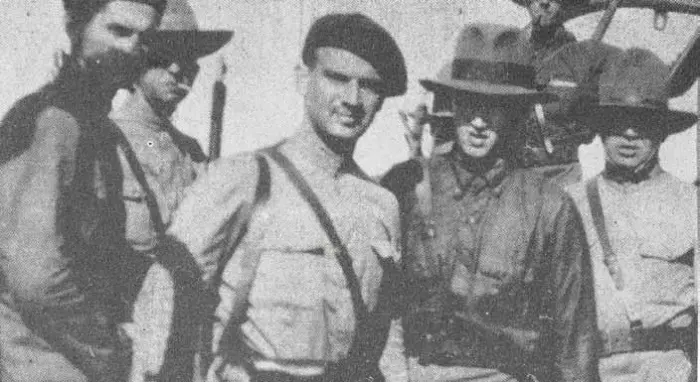
De izquierda a derecha, Rafael Vegas, Juan Colmenares, Armando Zuloaga Blanco, Carlos Delgado Chalbaud y Edmundo Urdaneta a bordo del Falke.

 Raul Leoni, Romulo Betancourt y otros exiliados comprometidos con la expedición se trasladaron a Santo Domingo donde fletaron la goleta Gisela pero esta naufragó y no pudo unirse a la aventura armada. Permaneció un año en la República Dominicana, para luego regresar con su familia a Barranquilla, Colombia. En retaliacion el 19 de Noviembre Jóvito Villalba y otros revolucionarios son encarcelados en el  castillo de Puerto Cabello sin embargo Salvador Key Sanchez es puesto en libertad.
El ex vicepresidente José Vicente Gómez residenciado en París desde 1928 con su familia, falleció de tuberculosis en un sanatorio en Leysin, Suiza el 2 de febrero de 1930. En 1930, desde México, el general Ortega Martinez intentó, nuevamente y sin éxito, promover una conspiración armada contra Gómez. En definitiva, fracasados todos sus proyectos conspirativos contra Gómez, Ortega Martínez murió desterrado en Ciudad de México en 1933. 
En 1931 Laureano Vallenilla Lanz ideólogo y apologista del régimen gomecista es nombrado enviado extraordinario y ministro plenipotenciario de Venezuela en Francia y Suiza.

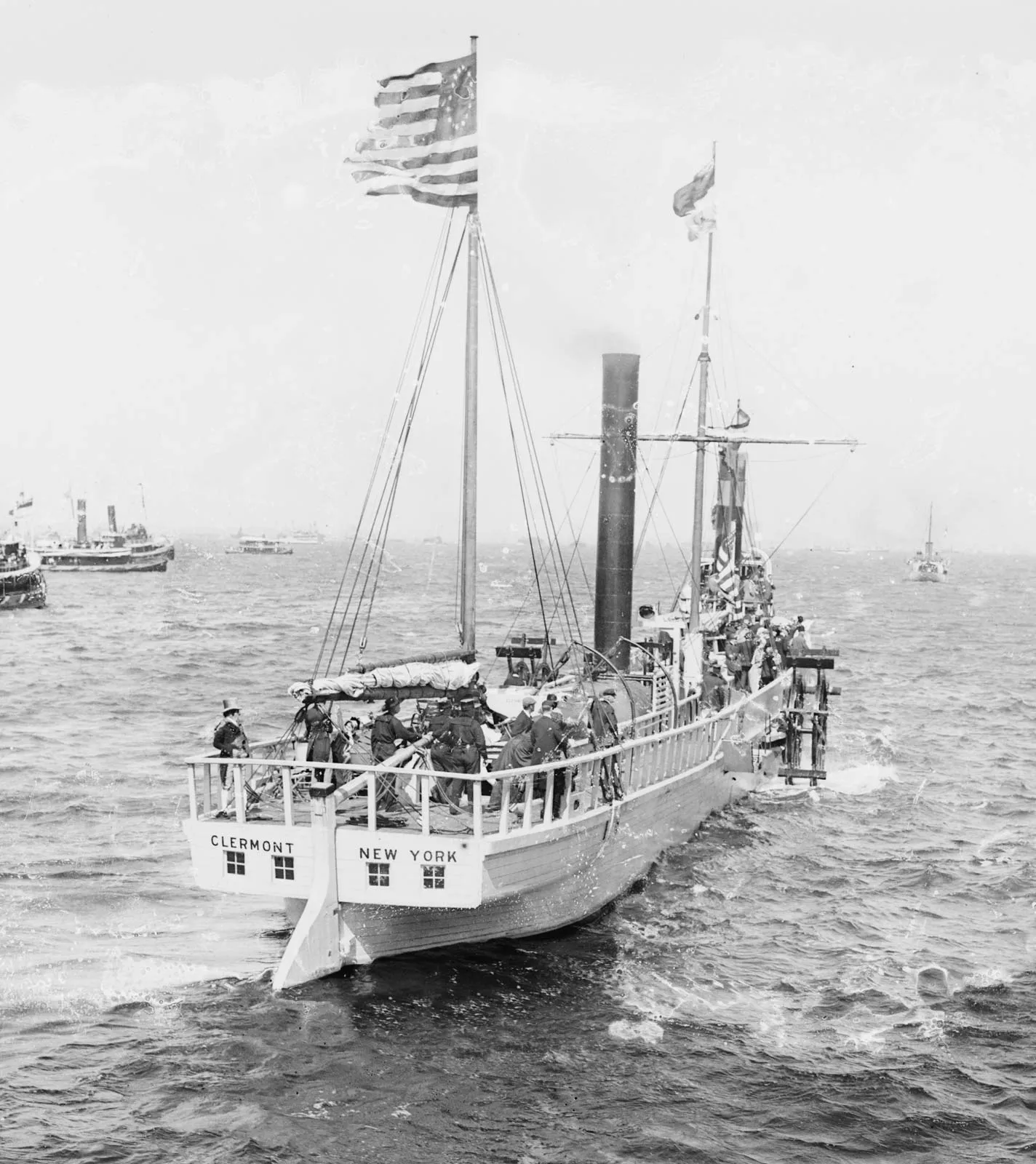
Vapor estadounidense “Superior” rentado por Rafael Simon Urbina en 1931 para su invasión a Venezuela.

En 1931, el escritor Rómulo Gallegos fue nombrado por Gómez senador por el estado Apure, pero sus convicciones democráticas lo hicieron renunciar al cargo y expatriarse, exiliándose en 1931 a Nueva York. En 1932 va a España donde publica varias de sus novelas y entabla una fraterna amistad con Carlos Delgado Chalbaud. En 1935 visitó Francia y la Unión Soviética.
En 1931 José Antonio Mayobre e Inocente Palacios, participaron en la fundación de ORVE la primera célula del Partido Comunista de Venezuela. En 1932 Mayobre  y Palacios son hechos prisioneros y encerrados en La Rotunda. En 1933 El luchador social Fernando Salvador Key Sanchez es nuevamente apresado, esta vez es enviado a La Rotunda. Tras la caida de la dictadura de Miguel Primo de Rivera en 1930, con el apoyo de los republicanos del Partido Republicano Radical Socialista, Rufino Blanco Fombona fue nombrado gobernador civil de las provincias de Almería (1933) y Navarra (1933-34). Jose Antonio Mayobre se ve desterrado a Trinidad después de haber sido encarcelado en La Rotunda entre 1932 y 1934.
En 1934 Jovito Villalba es liberado de su cautiverio y expatriado a Trinidad. En Port of Spain integra el Buró del Caribe que desarrolla una intensa actividad en contra del régimen de Juan Vicente Gómez. Lo acompañan en esta tarea Salvador de la Plaza y Miguel Otero Silva. Fernando Salvador Key Sánchez también saldría exiliado a México en 1934 luego de haber sido recluido en La Rotunda. Gustavo Machado regresa a Venezuela en enero de 1935 siendo apresado en el buque General Salom. Posteriormente es trasladado a Maracaibo al Castillo de San Carlos de la Barra, de donde sale libre el 14 de febrero del mismo año, por presión popular. Rómulo Betancourt sería expulsado de Costa Rica en 1935, por órdenes del presidente costarricense León Cortés Castro y debido a la gestión de diplomáticos venezolanos.
El 8 de mayo de 1935 son asesinados, tras combatir a fuerzas del ejército cubano en El Morrillo, Matanzas, el guerrillero venezolano Carlos Aponte Hernández y el revolucionario cubano  Antonio Guiteras Holmes, ambos militantes de la organización Joven Cuba, y apresados otros acompañantes, víctimas de una delación.
Inocente Palacios es deportado junto con su esposa Josefina Juliac en septiembre de 1935. Luego de pasar varios años en las cárceles gomecistas Juan Bautista Fuenmayor salió exiliado hacia Colombia, militando en el partido comunista de ese país durante 1935.
El 17 de diciembre de 1935 se anunció la muerte en el poder de Juan Vicente Gómez como producto de un adenoma prostático complicado por un cáncer de próstata. A pesar de testimonios sobre la muerte de Gómez dos días previos, sus familiares y seguidores anunciarían la fecha el 17 de diciembre para que coincidiera con la fecha de la muerte de Simón Bolívar.
El general Eustoquio Gómez fue asesinado en la sede de la Gobernación del Distrito Federal el 21 de diciembre de 1935. Al parecer temían que fuese a reclamar el poder dejado por su primo el expresidente Gómez fallecido días antes. Declaraciones oficiales le acusan de querer tomar la Gobernación de Caracas a la fuerza, pero su hijo Eustoquio Gómez Villamizar, declaró que este solo fue a saludar al Gobernador Félix Galavís y allí fue muerto por la confusión que reinaba ante la caída del régimen gomecista. Eustoquio Gómez fue trasladado y enterrado en secreto en el Cementerio General del Sur la madrugada del 22 de diciembre.

#### Post-gomecismo (1935-1945)
Después de la muerte de Juan Vicente Gómez el 17 de diciembre de 1935, el general Eleazar López Contreras llega al poder como sucesor. Entre sus primeras medidas López Contreras permite el regreso de los exiliados al país, junto con la liberación de los presos políticos. En 1936, Antonio Aranguren regresa a Venezuela siguiendo con sus negocios personales. Inocente Palacios hace lo propio a comienzos de 1936 y fundó el partido izquierdista Unión Popular.  Otros exiliados que regresan como Valmore Rodríguez, Francisco José (Kotepa) Delgado, Gabriel Bracho Montiel y Juan Bautista Fuenmayor fundan el Bloque Nacional Democrático (BND) del Zulia (1936). Por su parte Nogales Méndez al regresar al país desde Inglaterra  percibió que estaba lleno de gente con vocación de poder, al parecer Nogales no les inspiraba confianza, ya que sabía demasiados secretos. 
El expresidente Juan Bautista Pérez en 1936 debe marcharse al exterior después de que su casa fuera saqueada durante los disturbios del 14 de febrero de 1936 a raíz de la muerte de Gómez. Residió en España hasta el inicio de la Guerra Civil, trasladándose posteriormente a París hasta 1939, fecha en la que retornó a Venezuela. 
Poco después el presidente del estado Lara, Vincencio Pérez Soto, debió abandonar Venezuela exiliándose en Costa Rica y regresando al país en 1941.
El embajador José Ignacio Cárdenas permanece exiliado en Europa y luego en Argentina. Después del golpe de Estado de 1945, es incluido en los Juicios de Responsabilidad Civil y Administrativa llevados a cabo por la Junta Revolucionaria de Gobierno en 1946 en contra de los funcionarios gomecistas. Muere en Buenos Aires el 13 de septiembre de 1949.
 Laureano Vallenilla Lanz quien desde 1931 era enviado extraordinario y ministro plenipotenciario de Venezuela en Francia y Suiza, al enterarse de la muerte del presidente Gómez, renuncia a su cargo y opta por el destierro en París. Víctima de una enfermedad pulmonar muere en la capital francesa el 16 de noviembre de 1936.
Después de un cambio de gabinete, el 13 de marzo de 1937 se decreta la expulsión de 47 líderes políticos acusados de comunismo. Entre ellos estaban incluidos en el Libro Rojo los siguientes dirigentes:
- Alejandro Oropeza Castillo
- Alfredo Conde Jahn
- Augusto Malavé Villalba
- Carlos Alberto D'Ascoli
- Francisco José (Kotepa) Delgado
- Gabriel Bracho Montiel
- Gonzalo Barrios
- Guillermo Mujica
- Gustavo Machado
- Luis Beltran Prieto Figueroa
- Inocente Palacios
- Isidro Valles
- José Antonio Mayobre
- José Hermenegildo Briceño
- Jóvito Villalba
- Juan Bautista Fuenmayor
- Manuel Antonio Corao
- Jorge Saldivia Gil
- Miguel Acosta Saignes
- Miguel Acosta Silva
- Miguel Otero Silva
- Ramón Quijada
- Raúl Leoni
- Carlos Augusto León
- Rodolfo Quintero
- Rómulo Betancourt
- Salvador de la Plaza
- Valmore Rodríguez
- Carlos Irazabal
- Hernani Portocarrero
- Luis Hernández Solís

La mayoría de los mencionados viajarán a México y otros pasarían a la clandestinidad, incluyendo a Rómulo Betancourt, quien se convirtió en líder de la oposición democrática y se diferenció del comunismo. El gobierno de López Contreras nombró a Nogales Méndez comisionado en Panamá para estudiar el ejército de ese país, donde falleció el 10 de julio de 1937 de parálisis bulbar.
El 20 de octubre de 1939, Rómulo Betancourt es arrestado en la residencia de la familia Ponce, donde había vivido por casi tres años. Betancourt sale exiliado a Chile en el buque Orazio, donde es recibido con grandes honores.

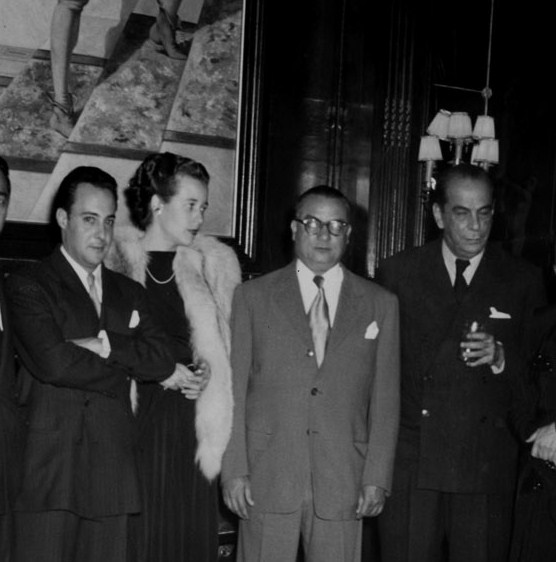
Líderes civiles del Trienio Adeco, de derecha a izquierda: Rómulo Gallegos, primer presidente electo de Venezuela; Rómulo Betancourt, presidente de la Junta Revolucionaria y luego ministro del Interior de Gallegos; y Eduardo Mendoza (con su esposa), ministro de Agricultura durante la Junta.

Diógenes Escalante fue internado a un centro psiquiátrico de Caracas mientras se realizaban los preparativos para trasladarlo a los Estados Unidos a petición del presidente Harry Truman, quien había conocido a Escalante durante su labor como embajador de Venezuela en Washington. Pocos días después, el 11 de septiembre de 1945 partió Escalante en un avión estadounidense enviado por el comandante George Brett, adscrito al canal de Panamá,
El 19 de octubre de 1945, en el Palacio de Miraflores de Caracas, la Junta Revolucionaria de Gobierno de los Estados Unidos de Venezuela fue constituida como el cuerpo ejecutivo que sucedió al derrocado Medina Angarita. Betancourt fue nombrado Presidente de la Junta; los otros miembros civiles de la Junta fueron  Luis Beltrán Prieto Figueroa, Raúl Leoni, Gonzalo Barrios y Edmundo Fernández Marquis, todos adecos menos el último que era independiente; los otros dos miembros eran militares, el mayor Carlos Delgado Chalbaud, y el capitán Mario Ricardo Vargas. Todos eran jóvenes políticos, ninguno pasaba los 45 años.

### Trienio Adeco (1945-1948)
Varias funcionarios públicos salieron del país del golpe de Estado del 18 de octubre de 1945 en su mayoría a los Estados Unidos, incluyendo al mismo presidente Isaías Medina Angarita, el ministro de Obras Públicas Manuel Silveira Barrios, el canciller Gustavo Herrera, el ministro de Relaciones Interiores, Arturo Uslar Pietri, Diego Nucete Sardi Gobernador del Distrito Federal, el General Vicencio Perez Soto  y Pedro Estrada, para entonces jefe civil de la parroquia Catedral. Entre otros exiliados estuvieron Luis Gerónimo Pietri, gobernador del Distrito Federal entre 1941 y 1942, Caracciolo Parra Perez embajador ante la ONU en Ginebra, el escritor Pocaterra embajador en la URSS, Leonardo Altuve Carrillo, encargado de negocios de la embajada de Venezuela en Argentina, Gabriel Bracho Montiel,  el expresidente López Contreras y Vincencio Pérez Soto, quien en 1941 ya había regresado al país del exilio.  Medina y varios de sus colaboradores fueron apresados, luego expulsados del país y juzgados in absentia por peculado y enriquecimiento ilícito. López fijó su residencia en Miami, EE. UU. Su casa se convirtió en centro de reunión de los adversarios a la Junta que gobernaba Venezuela entre los que se encontraban los dictadores anticomunistas Rafael Leónidas Trujillo y Anastasio Somoza.
En agosto de 1946 el empresario Julio Lobo fue víctima de un atentado cuando conducía su automóvil de regreso a su mansion de La Habana. Un vehículo se acerco por la izquierda y sus tripulantes le dispararon casi a boca de jarro. Conducido al Hospital Anglo Americano de El Vedado, los médicos que asistieron al conocido millonario declararon el caso como de pronóstico reservado. Varias balas impactaron a Lobo en la cabeza y tenía lesionada la médula espinal.

### Junta Militar y dictadura de Marcos Pérez Jiménez (1948-1958)
El 24 de noviembre de 1948 un grupo de militares se apersonaría a la casa del presidente Rómulo Gallegos y lo detendrían, llevando a cabo un golpe de Estado liderado por su ministro de Defensa Carlos Delgado Chalbaud en complicidad con los teniente coroneles Marcos Pérez Jiménez y Luis Llovera Páez quienes constituyeron una Junta Militar de Gobierno. El expresidente Gallegos permaneció detenido en la Escuela Militar hasta el 5 de diciembre.
El ex ministro de Sanidad Edmundo Fernandez Marquis fue encarcelado durante 4 años saliendo al exilio en 1953. El expresidente Gallegos salió exiliado hacia La Habana, Cuba, junto con su esposa y su hija donde reciben protección del gobierno de Carlos Prío Socarrás. El embajador en Cuba José Nucete Sardi, el Secretario de la Presidencia Gonzalo Barrios, el ministro de Educación  Luis Beltran Prieto Figueroa y el Ministro de Transporte y Comunicaciones Raul Leoni acompañan al presidente Gallegos en su exilio en La Habana. El ministro de Hacienda Manuel Perez Guerrero es expulsado a Nueva York donde vuelve  a su antiguo cargo en las Naciones Unidas hasta 1953 cuando se residencia en El Cairo (1953-1957).El diputado Carlos Andrés Pérez fue recluido en la Cárcel Modelo de Caracas hasta 1949.El Ministro de Relaciones Exteriores Andrés Eloy Blanco lo sorprendió el golpe de Estado encontrándose al frente de la delegación venezolana que asistía a la Tercera Asamblea General de las Naciones Unidas reunida en París. Se exilió en México donde se dedicó a la poesía. El dirigente de Acción Democrática Raúl Ramos Giménez fue arrestado a raíz del golpe de Estado y recluido en la cárcel Modelo de Caracas hasta julio de 1949, cuando se ve exiliado a México junto a Carlos Andrés Pérez. El escritor Mariano Picón Salas decide renunciar a su cargo diplomático como embajador en Colombia y viaja a México, país al que llega el 10 de febrero de 1949. Ese año la Biblioteca Popular Venezolana del Ministerio de Educación publica su colección de ensayos Comprensión de Venezuela (1949). El 12 de septiembre de 1949 fueron liberados los parlamentarios Alberto Carnevali, Luis Lander y Luis Augusto Dubuc quienes se exilian a México. El Ministro de Fomento Juan Pablo Pérez Alfonzo permaneció recluido en la Cárcel Modelo de Caracas nueve meses fue exilado a los Estados Unidos en 1949. le seguiria Alejandro Oropeza ex presidente de la Corporación Venezolana de Fomento (CVF) quien se exilia en Nueva York donde es nombrado por la Organización de las Naciones Unidas (ONU) como jefe de la Oficina de Asistencia Técnica para la América Latina, esto lo lleva a asistir a varias conferencias y a viajar por varios países de Centroamérica. 
Fernando Salvador Key Sánchez volvió a exiliarse también en México y fundó el periódico "Noticias de Venezuela" junto con Ernesto Silva Tellería y Germán Carrera Damas. Luis Beltran Prieto Figueroa fue contratado como profesor por la Universidad de La Habana. Los activistas Ramos Giménez y Carlos Andrés Pérez regresan a Venezuela en 1950 y colaboran con Leonardo Ruiz Pineda en la organización de la resistencia clandestina. El coronel Carlos Delgado Chalbaud, miembro de la Junta Militar que presidía  Venezuela desde 1948, es asesinado el 24 de noviembre de 1950 a manos de Domingo Urbina, Carlos Mijares y Pedro Antonio Díaz durante su secuestro en Caracas liderado por Rafael Simón Urbina. Fue el único magnicidio de la historia de Venezuela ocurrido a un presidente.
En 1951 Luis Beltran Prieto Figueroa  viaja a Nueva York donde es contratado como jefe de misión al servicio de la Unesco. Se dedicó a la labor educativa en el exterior primero en Costa Rica (1951-1955) y luego en Honduras (1955-1958).
A finales de 1951 el ex rector de la UCV Rafael Pizani fue expulsado del país —junto con los demás firmantes— por haber firmado la así llamada Carta Magna, donde protestaban la pérdida de la autonomía universitaria. Su exilio lo vive en varios países suramericanos incluyendo Colombia, Chile y Uruguay.

### Dictadura de Marcos Pérez Jiménez (1952-1958)
El escritor Pocaterra, que había sido nombrado embajador de Venezuela en Washington por el gobierno de la Junta Militar (marzo 1949), renuncia a su cargo y regresa a su casa en Montreal (Canadá). Gonzalo Barrios durante su exilio en Cuba recorrió varios países de Europa y América denunciando la dictadura venezolana.
Pedro Estrada es llamado de urgencia, en agosto de 1951, para asumir la dirección de la Seguridad Nacional, pues ha sido destituido Jorge Maldonado Parilli a raíz de la espectacular fuga del preso político Alberto Carnevali. Carlos Andrés Pérez es detenido y es enviado a la cárcel de Puerto Ayacucho. Tras una segunda expulsión en 1951, se unió en Cuba a Rómulo Betancourt y otros exiliados políticos. El 18 de octubre de 1951 tiene lugar un intento de asesinato contra Rómulo Betancourt cuando un desconocido intentó inyectarle veneno mientras caminaba por una calle de La Habana. Tras unirse a la huelga universitaria de 1952 Luis Herrera Campins fue encarcelado durante 4 meses en la Cárcel Modelo y luego expulsado del país, exiliándose en Madrid. El diputado Domingo Alberto Rangel es apresado y posteriormente desterrado a Bolivia, donde asesoró la Revolución boliviana de 1952 liderada por Víctor Paz Estenssoro. Más tarde, intenta ingresar clandestinamente a Venezuela a través de Colombia, pero es descubierto y nuevamente apresado. Consigue establecerse en Costa Rica, donde se encontraban otros exiliados venezolanos protegido por el presidente José Figueres Ferrer. En mayo de 1952, el expresidente Medina Angarita exiliado en Nueva York, sufrió un accidente cerebrovascular que le dejó como secuela una hemiplejia izquierda. El nuevo gobierno le autorizó regresar a Venezuela, falleciendo finalmente un año después, a la edad de 56 años. También regresan el expresidente López Contreras, Arturo Uslar Pietri y Mariano Picón Salas. En 1952 Ramos Giménez fue arrestado por la Dirección de Seguridad Nacional y confinado en la prisión de San Juan de los Morros hasta 1955. 
En Octubre de 1952 Jóvito Villalba participa con su partido URD en el inicio de la contienda electoral para integrar la Asamblea Nacional Constituyente de Venezuela de 1952 y en ella participaron el partido oficialista Frente Electoral Independiente y el Copei.El 30 de noviembre de 1952 se realizan las elecciones organizadas por la Junta Militar que presidía en ese momento Germán Suárez Flamerich. Los primeros resultados parciales dan ganador al partido Unión Republicana Democrática con amplia mayoría de votos, luego un largo silencio durante el proceso el 2 de diciembre ocurre un informe a las 8:00 p. m. habla el general Marcos Pérez Jiménez del partido oficialista FEI y anuncia que ha renunciado Suarez Flamerich como presidente de la Junta de Gobierno y que ha sido nombrado presidente provisional Pérez Jiménez. Estas elecciones fueron consideradas fraudulentas por la oposición política a Pérez Jiménez. El Consejo Supremo Electoral presenta su renuncia ante este fraude. Jóvito Villalba es convocado a una reunión que resulta una emboscada y es expulsado del país comenzando un periplo que lo llevará a Panamá, Trinidad, México y Estados Unidos.El escritor Mario Briceno Iragorry, alto dirigente, de URD se asiló en la embajada de Brasil. Transcurrió el exilio en Costa Rica en 1953 y luego en Madrid donde se encontro con el ex ministro de Sanidad Edmundo Fernandez Marquis liberado despues de purgar 5 años de prision. Ambos dirigentes de toldas partidarias contrapuestas se residenciaron en España donde estuvieron madurando sus ideales politicos sobre el nacionalismo a través de diferentes publicaciones. El ex presidente de la Junta de Gobierno, Suárez Flamerich en 1953 se traslada a Italia. Jaime Lusinchi fue detenido por la Seguridad Nacional durante 31 días, recibiendo torturas. De allí fue trasladado a la Cárcel Modelo, exiliándose al poco tiempo en Chile. El poeta Carlos Augusto Leon viajó a Francia y a diversos países socialistas, entre ellos la Unión Soviética, donde en 1953 fue galardonado con la Medalla de Oro del Consejo Mundial de la Paz. En Pariaguán la dirección de Seguridad Nacional detiene al dirigente Pinto Salinas el 10 de junio de 1953 en un fallido intento de  huir a Trinidad. El dia siguiente cuando era trasladado a Caracas fue asesinado por el agente Braulio Barreto en Valle de La Pascua. 
Otros intelectuales como Juan Liscano, Simon Alberto Consalvi y Miguel García Mackle demostraron entereza y gallardía fueron de los pocos reconocidos que acompañaron a Leonardo Ruiz Pineda en la resistencia clandestina contra la dictadura de Pérez Jiménez, debiendo por ello partir a México en 1953. El joven poeta Rafael Cadenas se refugia en Trinidad. Gonzalo Barrios radicado en Ciudad de Mexico, funda y dirige el periódico Venezuela Democrática (1952-1956).
El capitán León Droz Blanco de la resistencia anti perezjimenista es detenido por la Dirección de Seguridad Nacional y es confinado a la Fortaleza de "El Vigía", en La Guaira. Bajo una fuerte tormenta escapa de la prisión con el capitán Gustavo Carnevali. Finalmente logra salir hacia Trinidad y posteriormente a Colombia. Pedro Estrada, Director de la Seguridad Nacional envió a Braulio Barreto, funcionario de la Sección Político Social de la SN hacia Colombia quien aparentemente asesinó a Droz Blanco por la espalda en una calle de Barranquilla la noche del 11 de junio de 1954.  Alejandro Oropeza Castillo  se residencia en Bolivia donde por su labor realizada en ese país, la Universidad Mayor de San Andrés de La Paz le otorga el título honoris causa.
Gabriel Bracho Montiel, quien había regresado al país después del decreto de expulsión de Isaías Medina Angarita, vuelve a ser exiliado a Chile durante la dictadura de Marcos Pérez Jiménez en 1954. El mismo año también es exiliado el profesor universitario Humberto Cuenca. El 26 de julio de 1954 Betancourt sale de Costa Rica hacia Miami, para luego residenciarse en San Juan  de Puerto Rico. Allí el Gobierno de Luis Muñoz Marín le asigna asilo y protección permanente, luego de descubrir un grupo de supuestos policías venezolanos en la isla. En 1954 Raul Leoni procedente de Costa Rica viajó a Bolivia como delegado de la Oficina Internacional del Trabajo. En 1955 es liberado el activista Raúl Ramos Giménez y nuevamente sale al exilio, esta vez a Argentina y Chile.
Durante su exilio en México, Andrés Eloy Blanco publicó su obra Giraluna el 6 de marzo de 1955. Poco después perdió la vida en un accidente de tránsito el 21 de mayo de ese año. Sus restos fueron trasladados a Caracas para su sepelio. En junio de 1955 Miguel Angel Burelli Rivas se va a España donde se encuentra con Mario Briceno Iragorri y Luis Herrera Campins. En Quilpué, Chile, fallece Valmore Rodriguez, ex presidente del Congreso Nacional, a consecuencia de una vieja afección cardiaca el 10 de julio de 1955. 
Los restos de Laureano Vallenilla Lanz fueron repatriados desde Paris y enterrados en Caracas en octubre de 1955 siendo su hijo Laureano Vallenilla-Lanz Planchart ministro del interior de Marcos Pérez Jiménez. 
En 1956, Raul Leoni se trasladó al Perú, pero el presidente Manuel Odría ordenó su expulsión del país, por lo que fue deportado hacia Costa Rica. En ese mismo año Hector Mujica preso en la Carcel Modelo logra ser exiliado (gracias a la intervención de su padre, el Doctor Pastor Oropeza) y se establece en la ciudad de Santiago de Chile, donde obtuvo el título de periodista en la Universidad de Chile. 
En 1956 el Fondo de Cultura Económica de México publica el ensayo Venezuela: política y petróleo cuya circulación fue prohibida en Venezuela por la dictadura del general Marcos Pérez Jiménez. En 1956 el poeta y humorista Aquiles Nazoa es secuestrado por agentes de la Seguridad Nacional se lo llevaron prisionero a Caracas. A los tres días llamaron a la esposa, María Laprea Sifonte, para informarle que sería expulsado del país. En el aeropuerto de Maiquetía  esposado, abordó un avión que tendría dos paradas  Panama y Bolivia. Nazoa estuvo exiliado en La Paz hasta 1958.
.

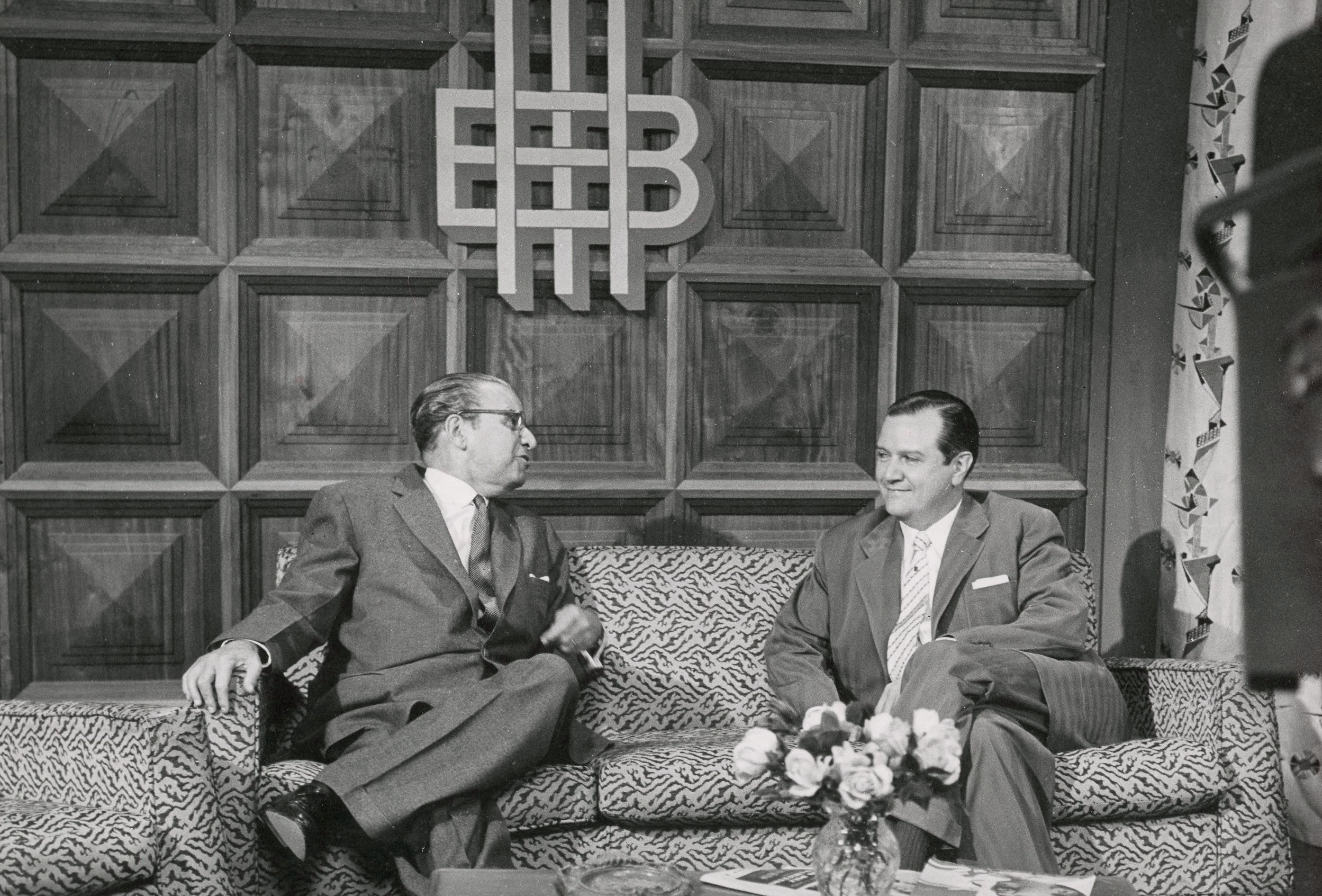
El escritor Mariano Picón Salas entrevistando a Rafael Caldera en el programa de televisión La Hora Nacional, transmitido por Radio Caracas Televisión en 1958.

El 24 de enero de 1957 Betancourt organiza una reunión de exiliados de Acción Democrática en Puerto Rico. El 20 de agosto de 1957, Rafael Caldera es encarcelado al ser el probable candidato unitario a las elecciones presidenciales que debían realizarse en diciembre de ese año y que Pérez Jiménez transforma en plebiscito en el que podian votar los extranjeros con una estadia minima de dos años en Venezuela .
El empresario Julio Lobo Olavarria en 1957 adquiere el Central Hershey y se convierte en el propietario del 49 % la infraestructura azucarera de Cuba.
El 28 de octubre de ese año Betancourt se muda de San Juan de Puerto Rico a Nueva York luego de vivir una campaña de descrédito interna y externa en la isla
En respuesta Pérez Jiménez decidió que Pedro Estrada, el director de la Dirección de Seguridad Nacional, abandonara el país el 10 de enero de 1958. Estrada permanecería en el exilio hasta su muerte, viviendo en República Dominicana, Estados Unidos y, por último, en Francia, donde en 1989 murió en París. Asi mismo ocurriria con Laureano Vallenilla-Lanz Planchart quien se va a Francia, regresa clandestinamente a Venezuela en 1970 donde es arrestado y posteriormente vuelve a exiliarse definitivamente.
Rafael Caldera sale el 19 de enero de 1958 al exilio a la ciudad de Nueva York, donde es recibido por Rómulo Betancourt y Jóvito Villalba, quienes suscriben el Pacto de Nueva York como los líderes de la nueva democracia ante la posible caída el régimen de Marcos Pérez Jiménez, que ocurriría el 23 de enero de 1958.

### Periodo democrático (1958-1999)

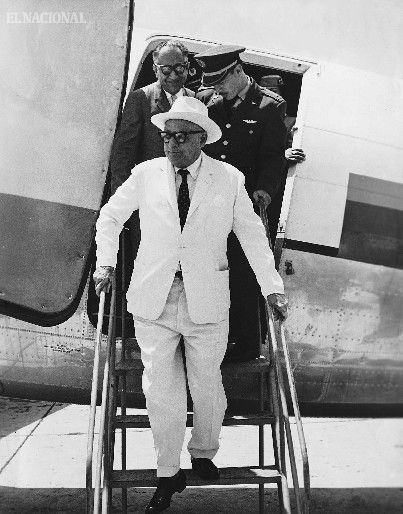
Rómulo Betancourt llegando al aeropuerto de Maiquetía después uno de sus exilios.

Al ser derrocada la dictadura de Marcos Pérez Jiménez se asilaron en varias Embajadas y Legaciones con sede en Caracas más de sesenta venezolanos, entre ellos ex Ministros, otros funcionarios y algunos extranjeros. La Cancillería, en cumplimiento de instrucciones de la Junta de Gobierno, expidió los correspondientes salvoconductos para que los asilados pudieran abandonar el país, y en esa forma viajaron al exterior 76 personas. Entre las personalidades que saldrían del país a raíz del golpe de Estado en Venezuela de 1958 incluiría a Filippo Gagliardi llamado "el constructor del régimen" que se residencia en Italia, el director de orquesta Billo Frometa que se exilia en Cuba, y el Ministro de Educación, Humberto Fernández-Morán, quien a mediados de año se ve obligado a tomar la decisión del exilio voluntario en los Estados Unidos.

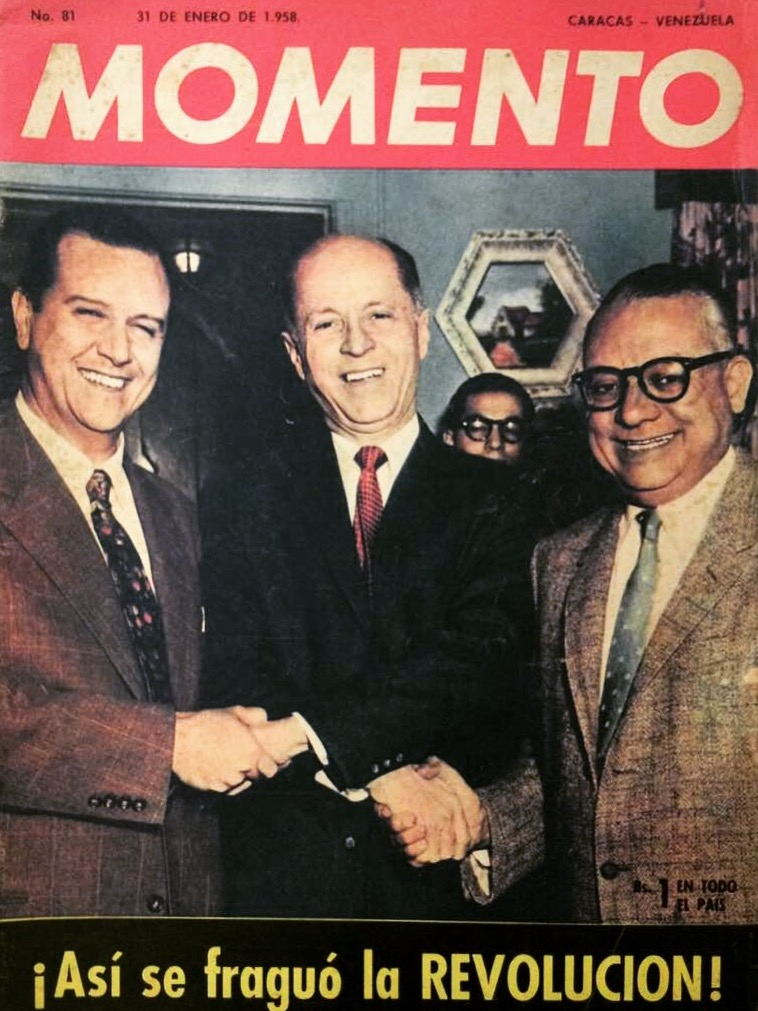
Portada revista momento del 31 de enero de 1958, donde aparecen los líderes políticos Rafael Caldera, Jóvito Villalba y Rómulo Betancourt.

Entre quienes regresarían del exilio en 1958 figuran Rómulo Betancourt, quien vuelve a Venezuela el 9 de febrero y asume la presidencia de Acción Democrática; Rafael Caldera, Luis Beltrán Prieto Figueroa, Raúl Leoni, Luis Herrera Campins, Carlos Andres Perez, Jovito Villalba, Miguel Angel Burelli Rivas,Jose Vicente Rangel,  Fernando Salvador Key Sánchez, Gabriel Bracho Montiel, Humberto Cuenca y Raúl Ramos Giménez. A mediados de 1958 tras una breve crisis política el ministro de la Defensa Jesús María Castro León abandona el país.  El poeta Rafael Cadenas tras regresar de Trinidad en Caracas escribe y publica Una isla (1958) y luego Los cuadernos del destierro (1960).
En julio de 1959, los restos de Valmore Rodriguez fueron trasladados a Caracas desde Chile e inhumados en el Cementerio General del Sur. El 13 de octubre de 1960, las autoridades castristas de La Habana le habían extendido al empresario Julio Lobo Olavarria el salvoconducto que le permitió viajar a Nueva York. Al dia siguiente tomaron posesión de sus bienes en nombre de la revolución cubana.
En febrero de 1963 varios guerrilleros de las FALN como Paul del Rio (Máximo Canales) junto a Wisman Medina (comandante Simon) y José Rómulo Niño secuestraron el carguero venezolano Anzoátegui. Durante once días el buque evadió la persecución naval tanto de la U.S. Navy como de la Royal Navy  antes de atracar de forma segura en la costa de Belem donde solicitaron asilo político al gobierno del Brasil.
A la edad de 84 años el empresario Julio Lobo murió en Madrid el 30 de enero de 1983, fue sepultado en la cripta de la catedral de Nuestra Señora de la Almudena. 
El general de brigada Francisco Visconti Osorio cuando todo estaba perdido para los insurrectos tras el fallido golpe contra el presidente Carlos Andrés Pérez, decidió escapar del país el 27 de noviembre de 1992, junto a un grupo de 93 rebeldes (entre los que se encontraban 41 oficiales, 37 soldados y 15 cadetes) en un avión Hércules C-130 con dirección a Perú, llegando a la ciudad de Iquitos. El gobierno de Alberto Fujimori, le concedió asilo político, considerando que las relaciones entre ambos países se hallaban suspendidas desde mayo de ese año.

### Revolución bolivariana (1998-presente)

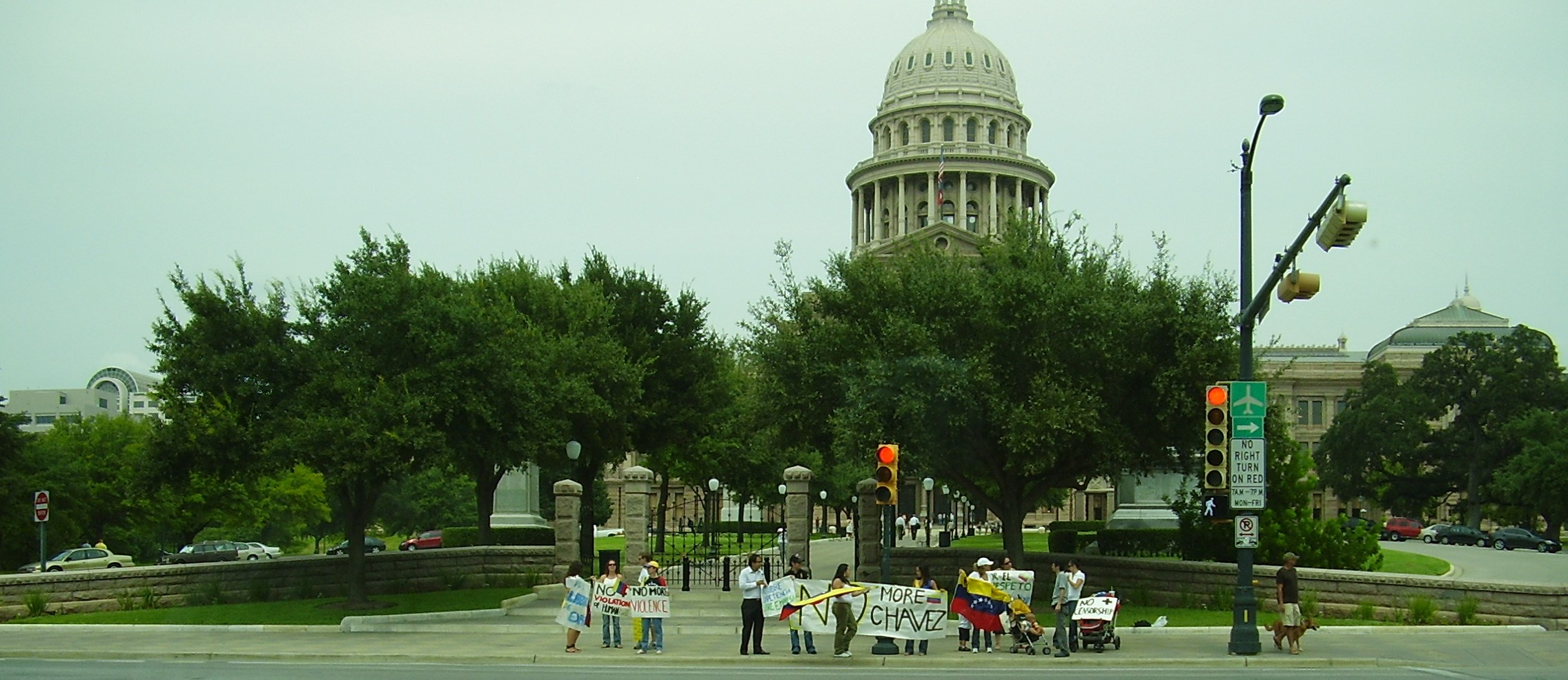
Manifestación contra Hugo Chávez al frente del Capitolio del estado de Texas.

Para mayo de 2021 había una cantidad aproximada de 7 millones de emigrantes venezolanos en el mundo, esto representa un aumento del 1.468,24% frente al 2010 e implica que los emigrantes representan cerca del 22 % de la población total nacida en Venezuela. Para abril de 2021, cerca de 1,7 millones de migrantes venezolanos se encontraban en Colombia.